# Cattedrale di Santa Maria Assunta (Rieti)
La cattedrale di Santa Maria Assunta è il luogo di culto cattolico più importante di Rieti, duomo della città e chiesa madre della diocesi omonima. È decorata del titolo di basilica minore ed è annoverata tra i monumenti nazionali.
Alcuni ambienti del duomo e delle sue adiacenze fanno parte del percorso espositivo del Museo diocesano dei Beni Ecclesiastici.

## Storia

### La prima cattedrale
La diffusione e l'affermazione del cristianesimo nel reatino risale al II / III secolo, mentre l'esistenza della diocesi reatina è documentata per la prima volta a partire dalla fine del V secolo.
Non è noto quando la comunità cristiana locale si dotò di una cattedrale. La costruzione dell'edificio, comunque, risale almeno al VI secolo: infatti la sua prima menzione si trova nell'anno 598, quando il vescovo di Spoleto, Crisanto, fu incaricato da Gregorio Magno di deporre le reliquie dei martiri Ermas, Giacinto e Massimo nella cattedrale di Rieti, nei pressi della fonte battesimale.
Questa primitiva cattedrale era dedicata a Santa Maria (basilica beatae Mariae sempre Virginis genitricis Dei et Domini nostri Jesu Christi).

### La nuova cattedrale bassomedievale
Nel XII e XIII secolo, la città di Rieti godette di un periodo di splendore e prosperità economica, e fu spesso eletta a sede papale: nell'arco di un secolo vi risiedettero i papi Innocenzo III (1198), Onorio III (nel 1219 e nel 1225), Gregorio IX (nel 1227, nel 1232 e nel 1234), Niccolò IV (tra il 1288 ed il 1289) e Bonifacio VIII (nel 1298).
Per tale ragione, nel corso del XII secolo l'edificio altomedievale venne completamente ricostruito in forma più ampia e moderna.

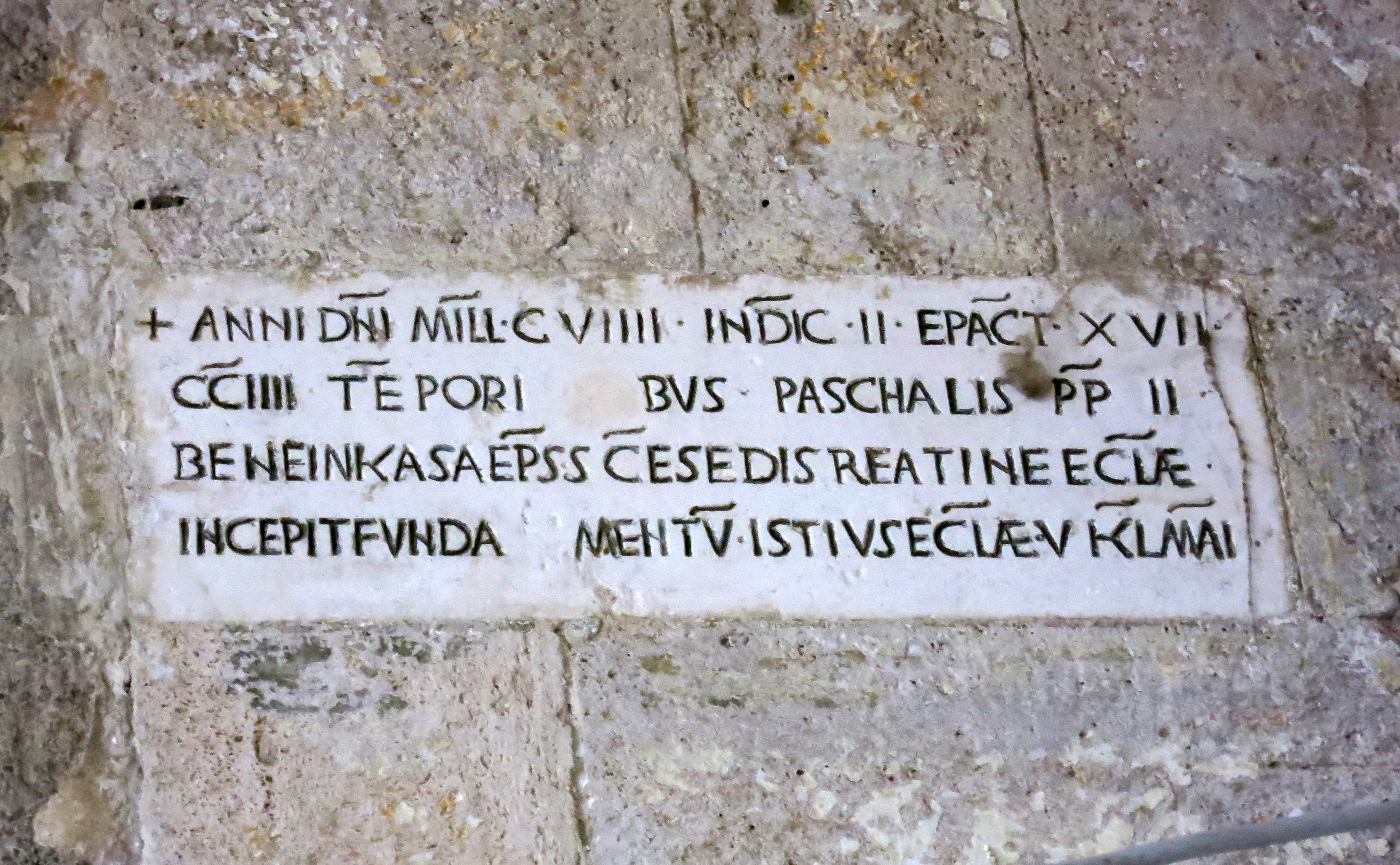
L'iscrizione murata al pianterreno del Palazzo Vescovile, che ricorda la posa della prima pietra il 27 aprile 1109

Come attesta un'iscrizione oggi murata nell'adiacente Palazzo Vescovile, i lavori iniziarono il 27 aprile del 1109 alla presenza del vescovo locale Benincasa. La cripta o basilica inferiore fu la prima parte ad essere completata, e fu consacrata il 1º settembre del 1157 dal vescovo di Rieti Dodone. La cattedrale vera e propria, invece, fu consacrata il 9 settembre 1225 da papa Onorio III. Nel 1253 fu innalzato il campanile (alto circa 39 metri), opera dei maestri lombardi Pietro, Andrea ed Enrico.
La presenza della curia pontificia in città rese necessaria anche la costruzione del Palazzo Papale, edificato tra il 1283 e il 1288 a fianco del Duomo, e rese la Cattedrale testimone di importanti avvenimenti storici: il 13 luglio 1234 papa Gregorio IX vi celebrò la messa di canonizzazione di san Domenico, fondatore dell'ordine domenicano; il 29 maggio 1289 Carlo II d'Angiò, figlio di Carlo I d'Angiò e fratello del Re di Francia Luigi IX il Santo, venne qui incoronato Re di Puglia, di Sicilia e di Gerusalemme da Papa Nicolò IV.

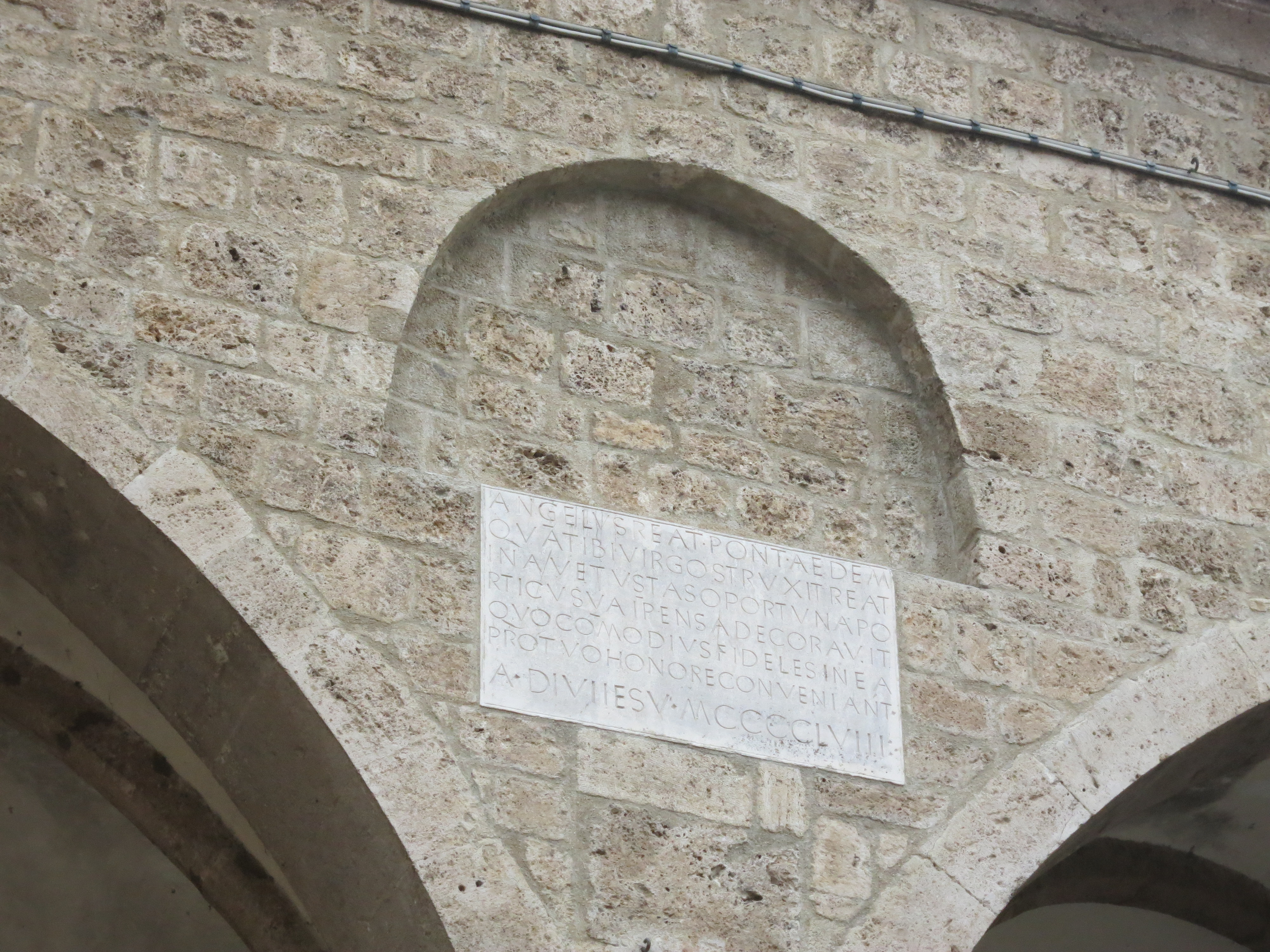
L'iscrizione che ricorda l'edificazione del portico

Il battistero è del XIV secolo, mentre risale al 1458 il portico che collega il battistero al duomo, costruito per volere del vescovo Angelo Capranica.

### Le aggiunte barocche
Lo stile originariamente romanico fu contaminato dalle modifiche dei secoli successivi, soprattutto negli interni dove venne completamente perduto a vantaggio dello stile barocco.
Nel 1639 il cardinale Gianfrancesco Guidi di Bagno, vescovo di Rieti, fece incorniciare le colonne che dividono le navate in dei grandi pilastri rettangolari, collegandoli longitudinalmente con cinque archi per lato, e coprì con una volta il soffitto a travatura scoperta della navata centrale.
Nel corso del Settecento furono costruite dieci cappelle gentilizie (di cui 2 nel transetto ed 8 nelle navate laterali) con le quali mutò anche l'aspetto esterno delle fiancate del Duomo, che furono allargate per far spazio alle cappelle e videro la scomparsa della pietra a favore di un muro intonacato.
In seguito al terremoto dell'ottobre 1785 fu necessario l'abbattimento dell'abside; il vescovo Saverio Ermenegildo Marini, a capo della diocesi dal 1779 al 1812, fece ricostruire il catino absidale e, su progetto dell'architetto pesarese Tommaso Bicciagli, tra il 1794 ed il 1795 fece erigere la cupola. Inoltre, per armonizzare la nuova abside con gli elementi decorativi preesistenti, riallestì l'altare maggiore ed il presbiterio costruendovi un grande ciborio, opera del romano Alessandro Cartoni e costato 12 000 scudi.

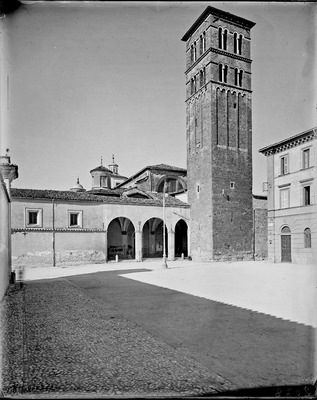
La Cattedrale nel 1906, prima degli interventi di ripristino

I lavori in riparazione dal terremoto continuarono anche negli episcopati successivi: gli stalli del coro dei canonici furono sostituiti, nell'abside fu aggiunta una decorazione in finti marmi (opera di Luigi Bracchi) e nel 1828 il vescovo Gabriele Ferretti ne fece affrescare le pareti da Pietro Paoletti. I lavori furono terminati nel 1851 con il rifacimento della pavimentazione dell'intera basilica, affidato dal vescovo Gaetano Carletti all'architetto Luigi Cleomene Petrini di Camerino, che sostituì la pavimentazione cosmatesca del XIII secolo con dei marmi (rosati nel transetto, a losanghe bianche e grigie nelle navate), murando nelle pareti le lastre tombali che vi si trovavano.
Nel settembre 1841 papa Gregorio XVI la elevò alla dignità di basilica minore.
La decorazione interna con finti marmi è del 1884, opera di Cesare Spernazza.
Il terremoto del 1898 danneggiò gravemente il campanile, che era stato condannato alla demolizione da una perizia del genio civile e venne salvato solo grazie alla volontà del vescovo Bonaventura Quintarelli, che pagò a titolo personale le spese per il suo consolidamento.

### Il parziale ripristino al romanico
Tra gli anni venti e trenta del Novecento fu sottoposta a dei sostanziosi interventi di ripristino ad opera di Francesco Palmegiani, che interessarono anche l'adiacente Palazzo Vescovile, con i quali il Palmegiani, alla continua ricerca della "romanità" esaltata dal regime fascista, portò avanti delle scelte radicalmente puriste, ripristinando dove possibile l'originario aspetto romanico. Nella facciata fu rimosso il finestrone settecentesco e l'intonaco che copriva la muratura in pietra; inoltre furono distrutti gli affreschi seicenteschi delle pareti della basilica inferiore.

## Collocazione e contesto urbanistico

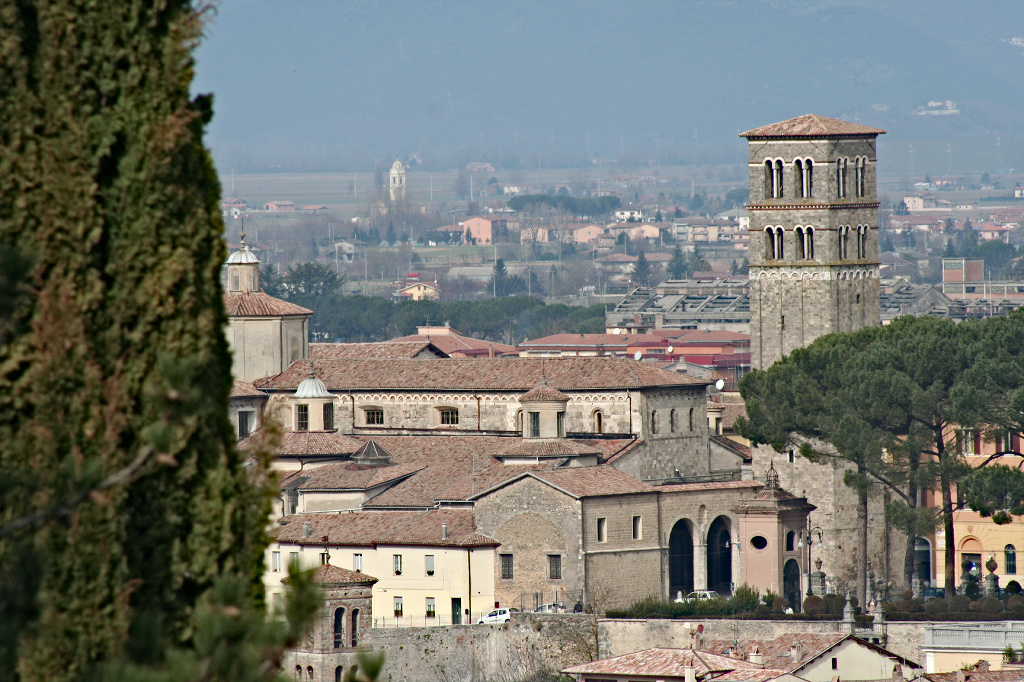
Il complesso della cattedrale visto dal colle di Sant'Antonio al monte

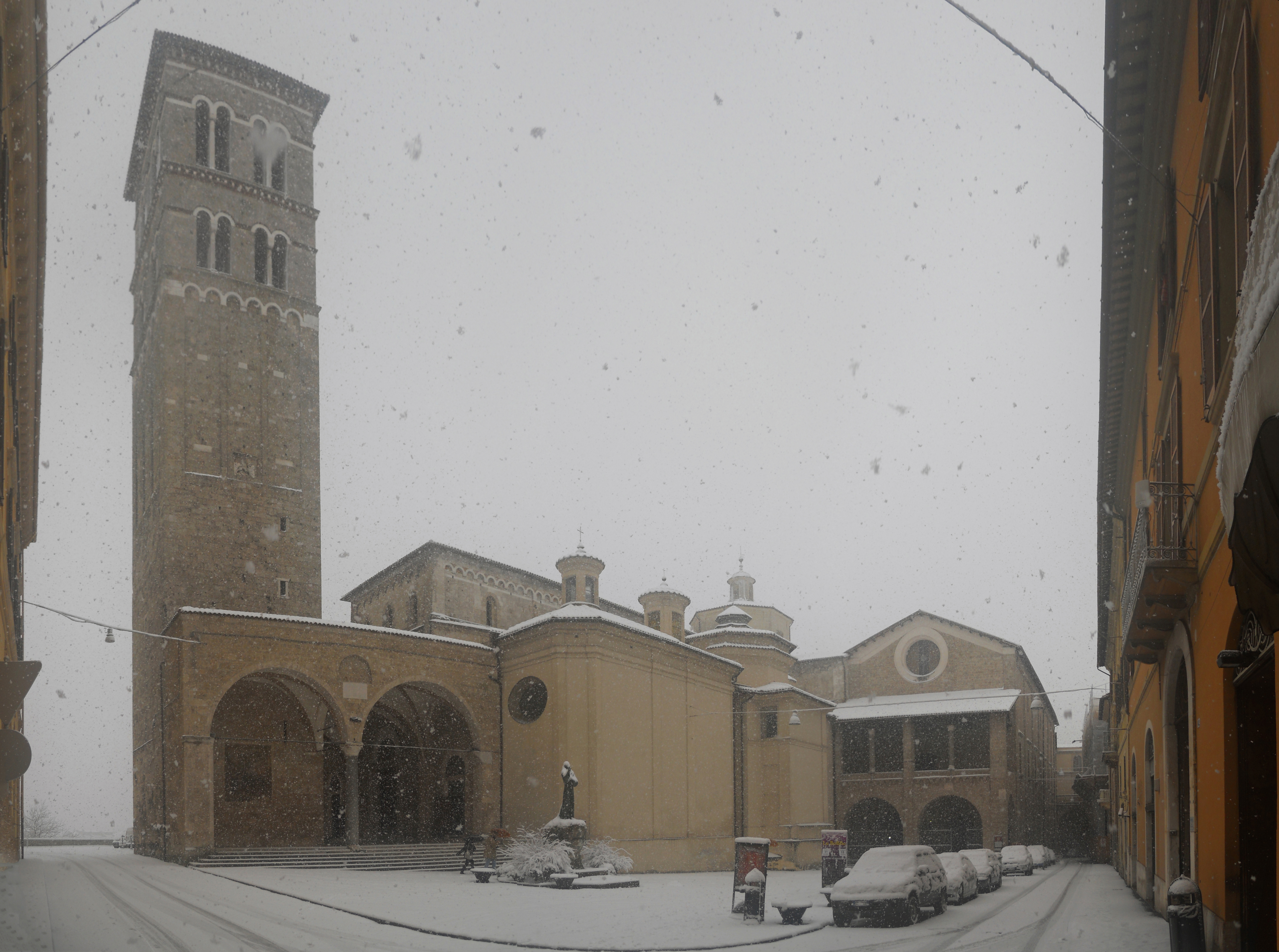
Visione d'insieme della Cattedrale con il Palazzo Vescovile e l'arco di Bonifacio VIII

La cattedrale di Santa Maria Assunta è situata nel centro storico della città di Rieti.
La facciata principale dell'edificio si affaccia con il portico e il campanile su Piazza Cesare Battisti, sulla quale si affaccia anche il Palazzo Vincentini, sede della prefettura, caratterizzato da un giardino all'italiana. Il portico della facciata ha anche una doppia arcata che dà su Piazza Mariano Vittori, sul lato destro della chiesa. Su questa piazza si affaccia il Palazzo Vescovile, praticamente attaccato all'edificio della cattedrale. Quest'ultimo è caratterizzato dalla facciata a capanna preceduta da un portico con due arcate a tutto sesto e volta a crociera, sormontato da un loggiato con tetto a spiovente poggiante su pilastri e colonnine; nella parte superiore della facciata, si apre un rosone circolare. Il palazzo Vescovile è affiancato a sinistra da Via Cintia, lungo la quale si trova l'arco di Bonifacio VIII; la facciata che dà su questa strada è caratterizzata dalle finestre rinascimentali con cornice in marmo che danno luce al piano nobile.

## Descrizione

### Facciata e portico

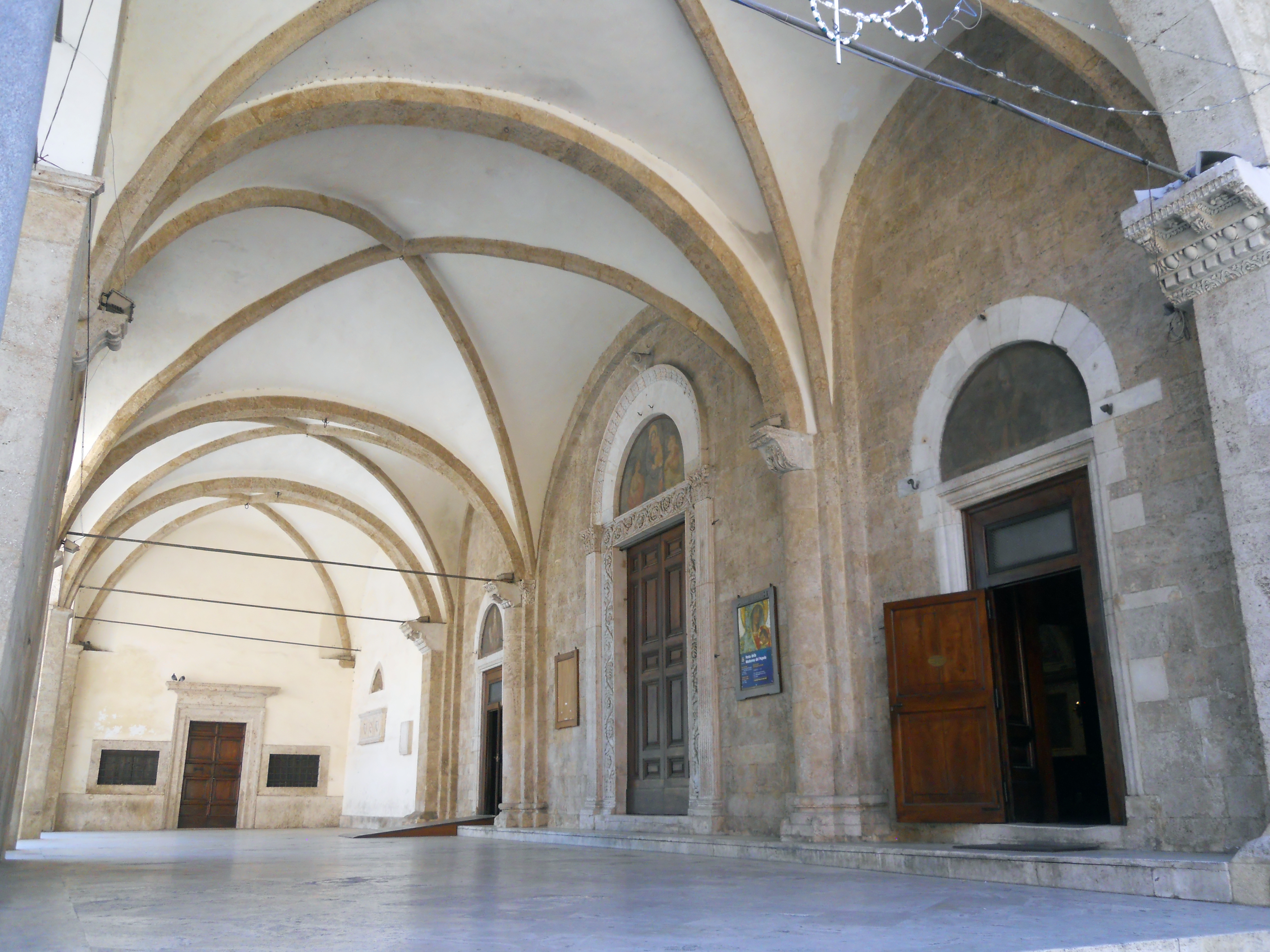
Il portico con i portali di accesso al battistero e alla cattedrale

La facciata della cattedrale, originariamente incompiuta, fu restaurata secondo lo stile romanico nella prima metà del XX secolo. La parte superiore è caratterizzata da una decorazione con archetti pensili; su di essa si aprono tre monofore leggermente strombate.

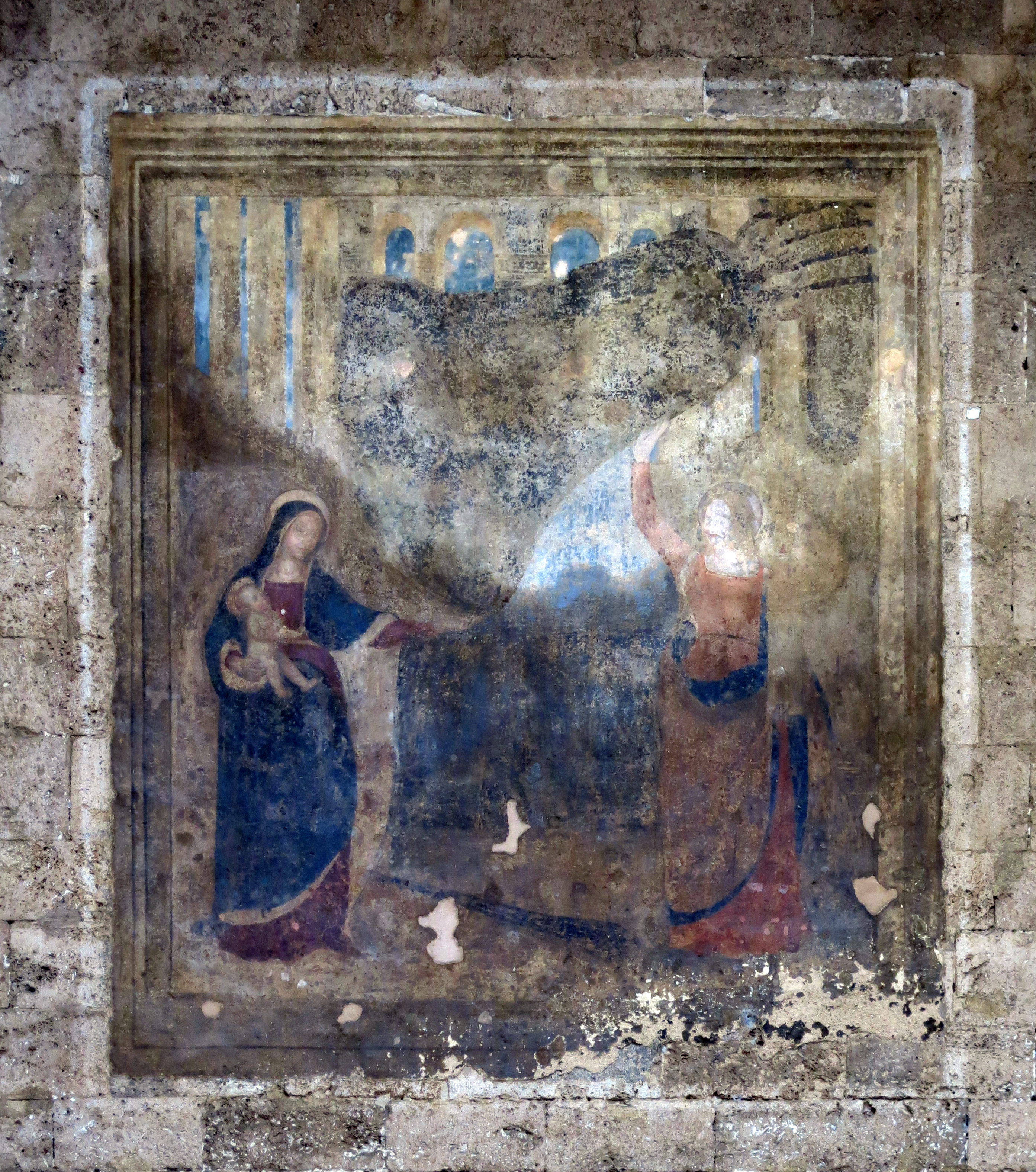
L'affresco Il miracolo della campana (1510) di Marcantonio Aquili, sulla parete della torre campanaria

Il sagrato è coperto da un portico, aggiunto nel 1458, a cui si accede sia dal fronte di piazza Cesare Battisti sia lateralmente da piazza Mariano Vittori / via Cintia. Per mezzo del portico si raggiungono i tre ingressi della Cattedrale, quello del battistero e quello della torre campanaria.
I tre portali di accesso alla cattedrale sono in stile romanico, sovrastati da lunette con resti di affreschi del Quattrocento; il portale centrale, finemente ornato con motivi floreali e zoomorfi, è una delle opere più pregevoli della Cattedrale. Sempre all'interno del portico, incorporati nella facciata a sinistra dei portali, si trovano lo stemma e il monumento funebre del cardinale Angelo Capranica, il quale fu vescovo di Rieti per due volte (dal 1450 al 1468 e dal 1477 al 1478) e artefice della realizzazione del portico; le sue spoglie riposano invece nella basilica di Santa Maria sopra Minerva a Roma.
Ha il suo ingresso sul portico anche la torre campanaria romanica, a pianta quadrata, alta circa 39 metri. Sulla parete della torre campanaria interna al portico, dal lato di via Cintia, si trova parzialmente sbiadito l'affresco Il miracolo della campana di Marcantonio Aquili (1510), il quale ricorda un avvenimento miracoloso del 1459 (quando la grande campana della Cattedrale, detta di Santa Barbara, precipitò al suolo senza rompersi e senza causare feriti). Nella parte alta del campanile si aprono due piani di coppie di bifore, che danno sulla cella campanaria.

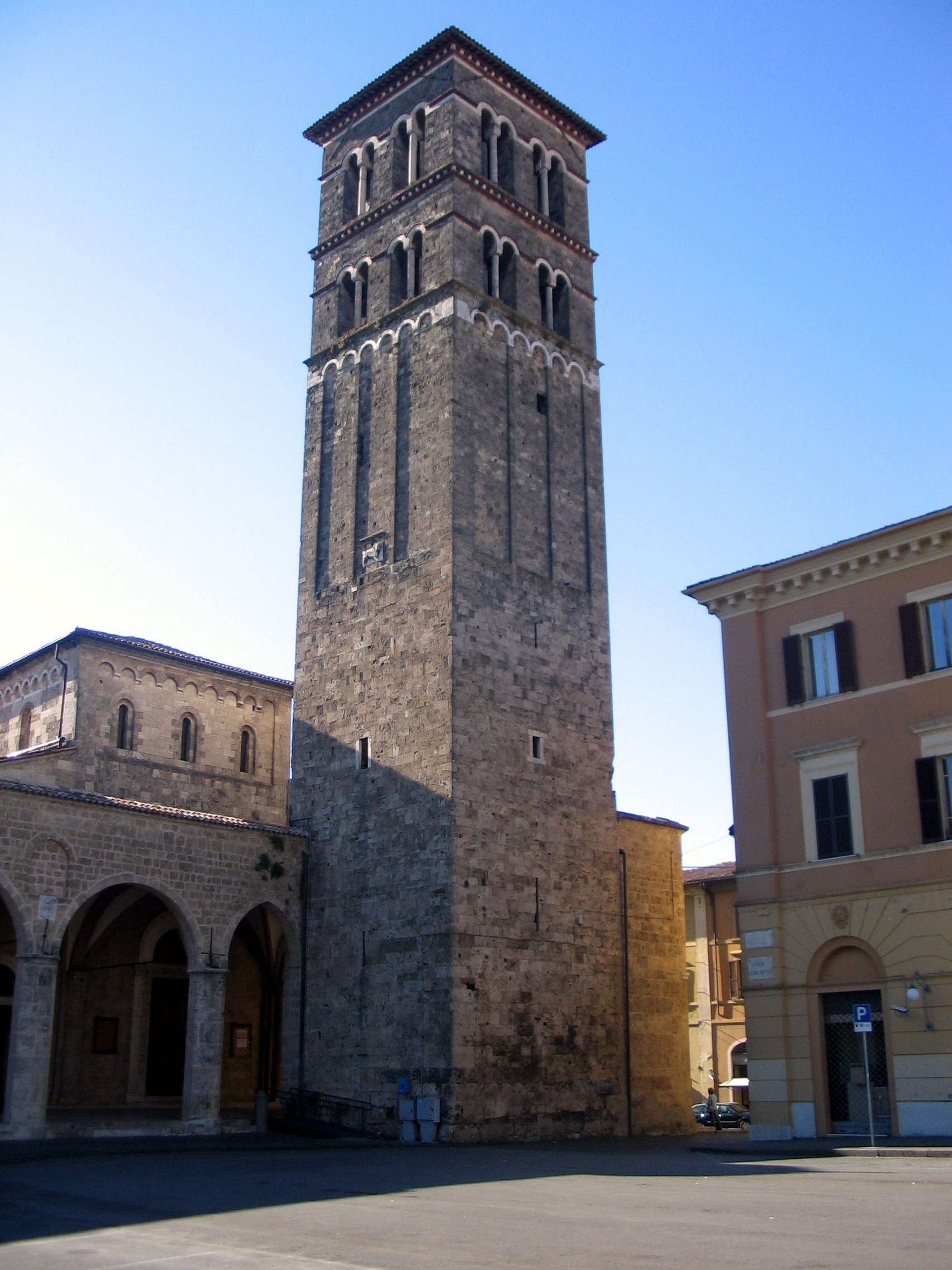
La facciata e il campanile
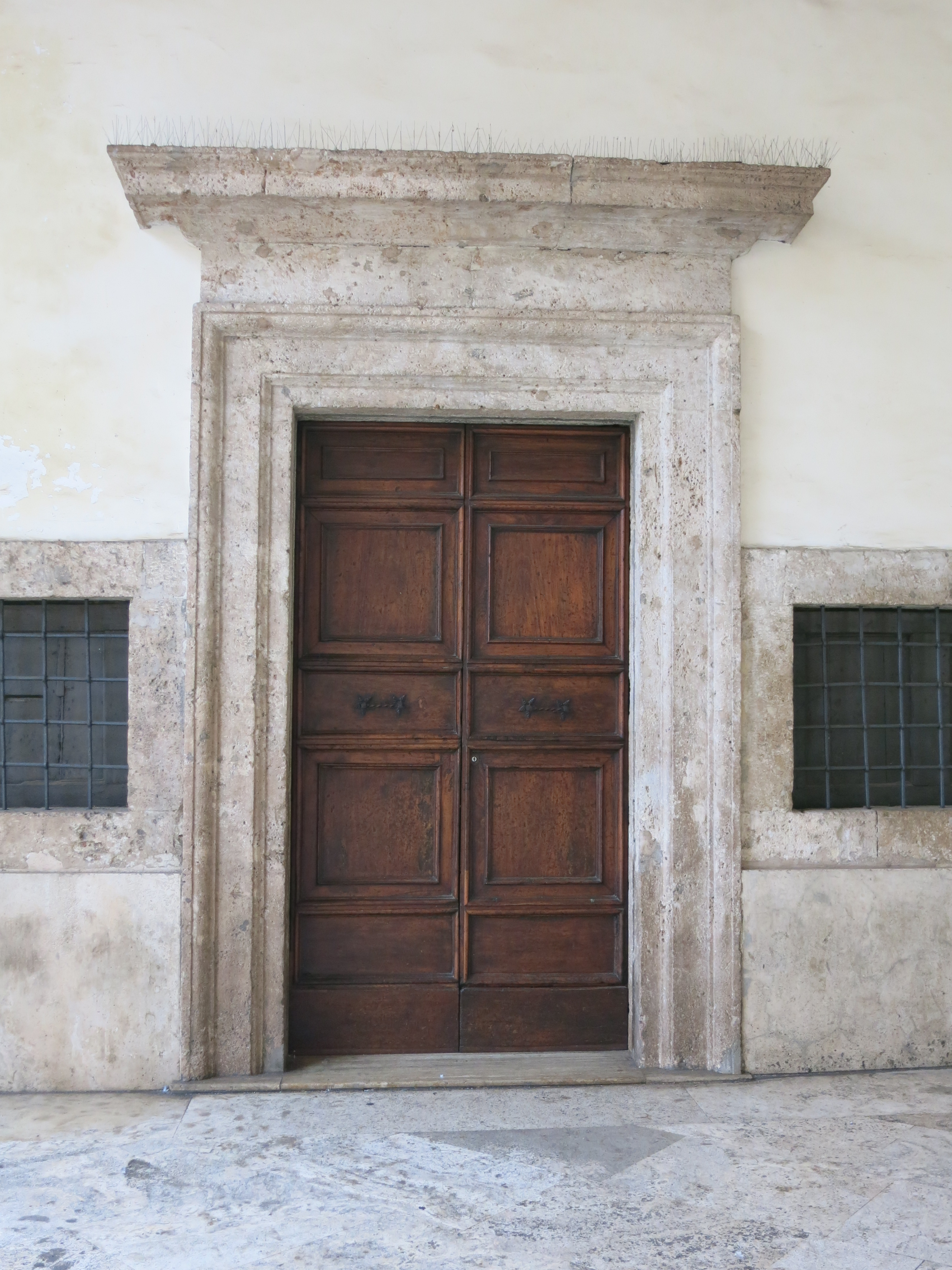
Portale del battistero
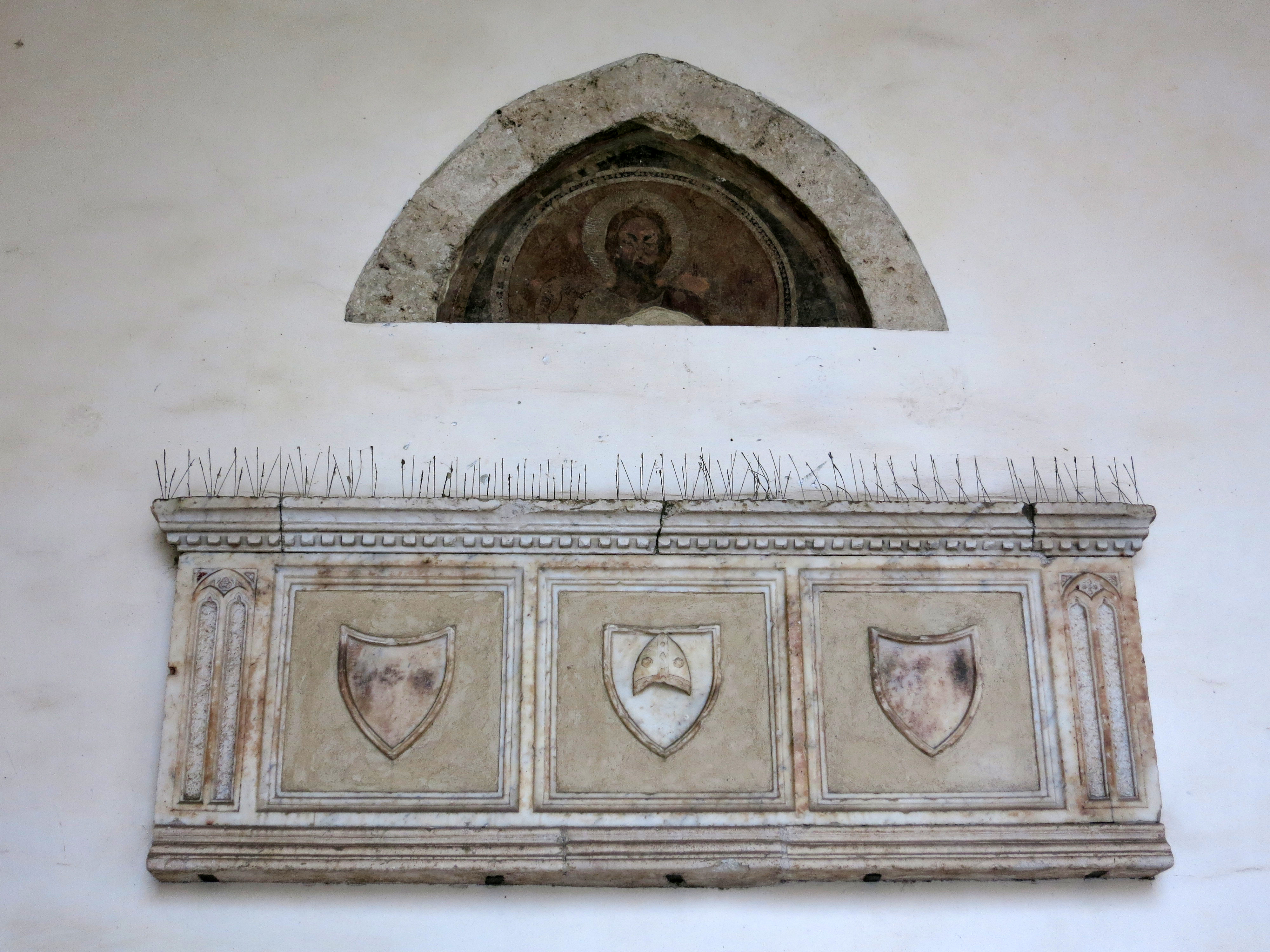
Monumento funebre di Angelo Capranica
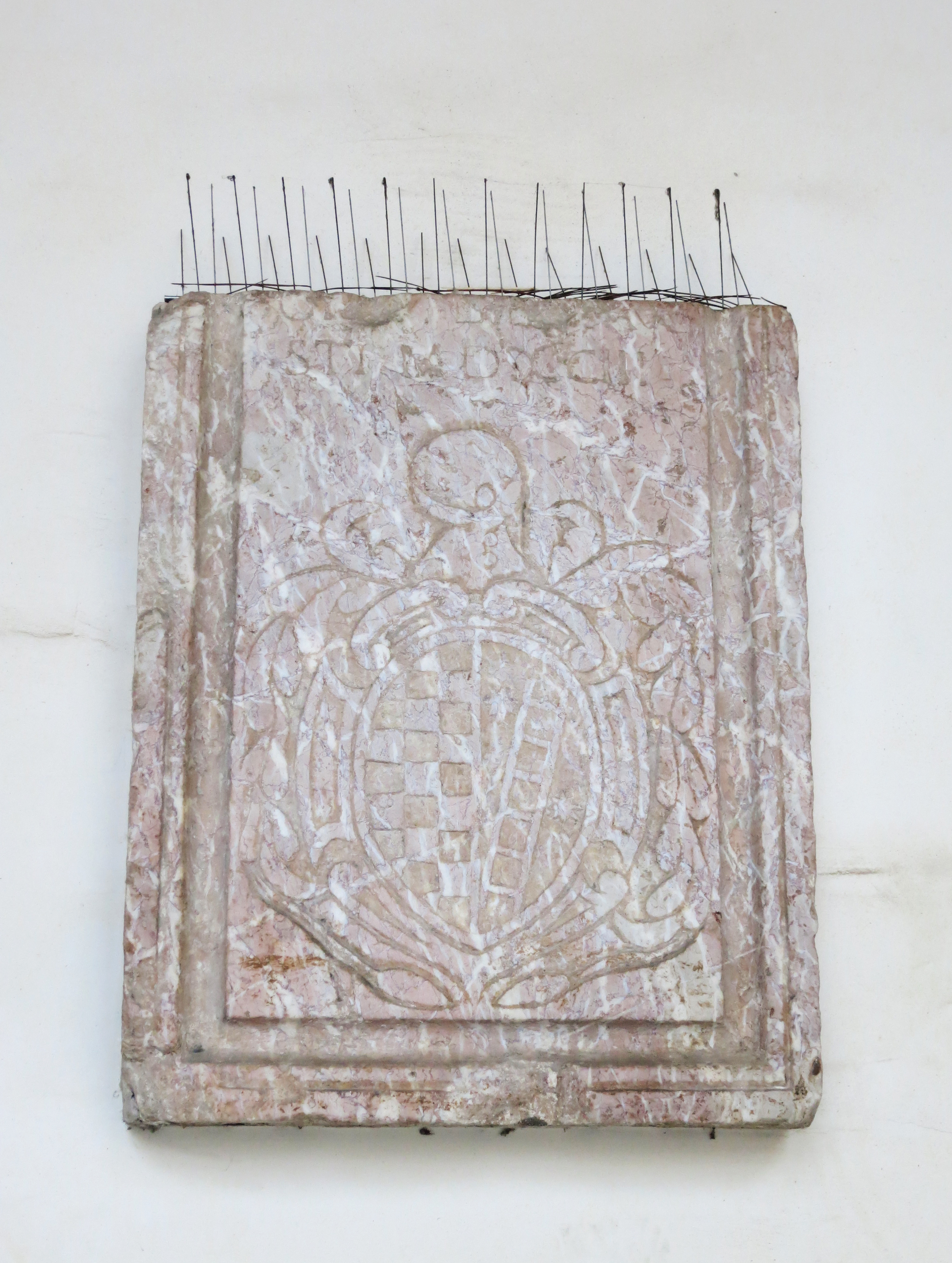
Stemma di Angelo Capranica[senza fonte]
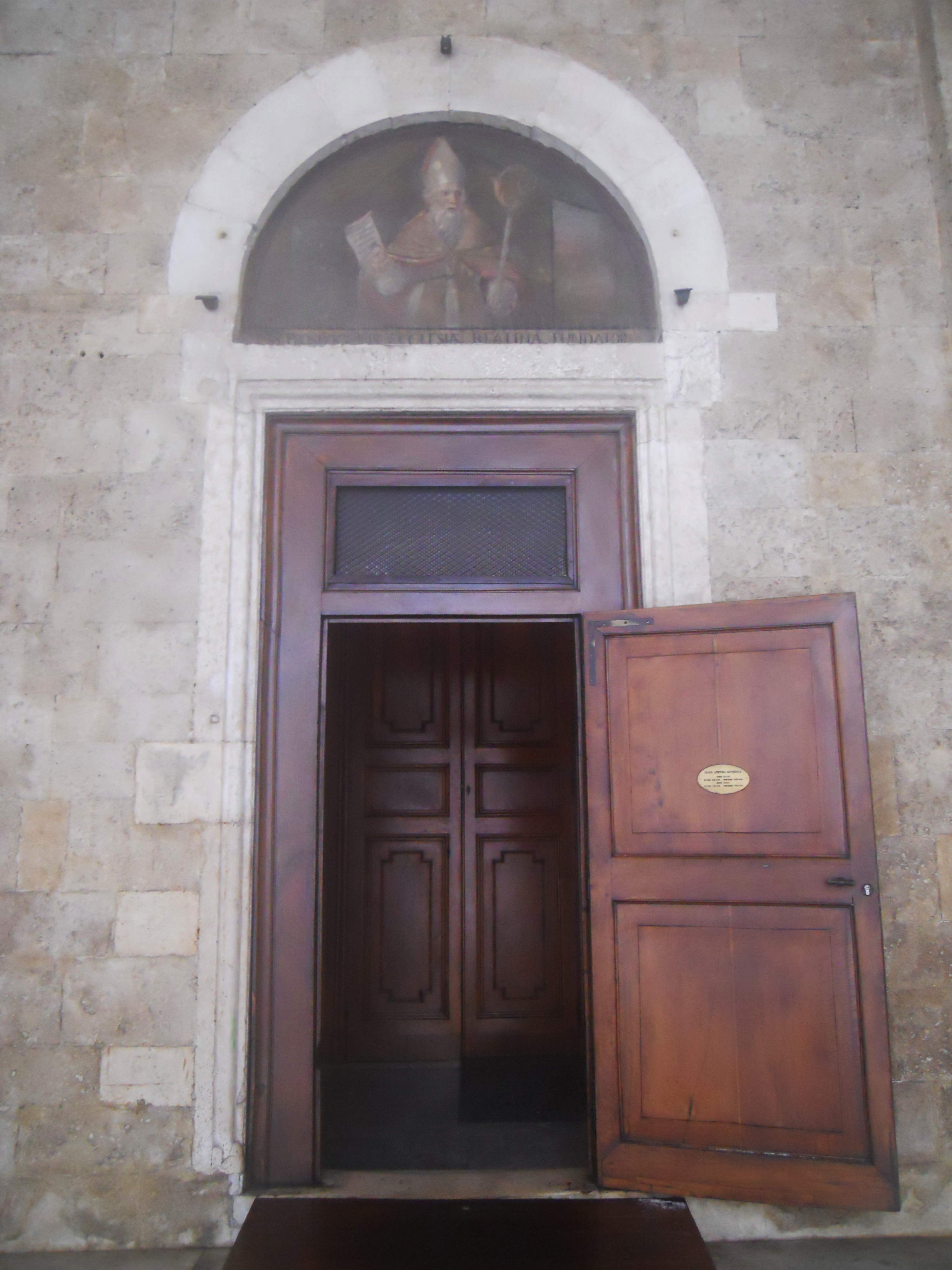
Portale di sinistra
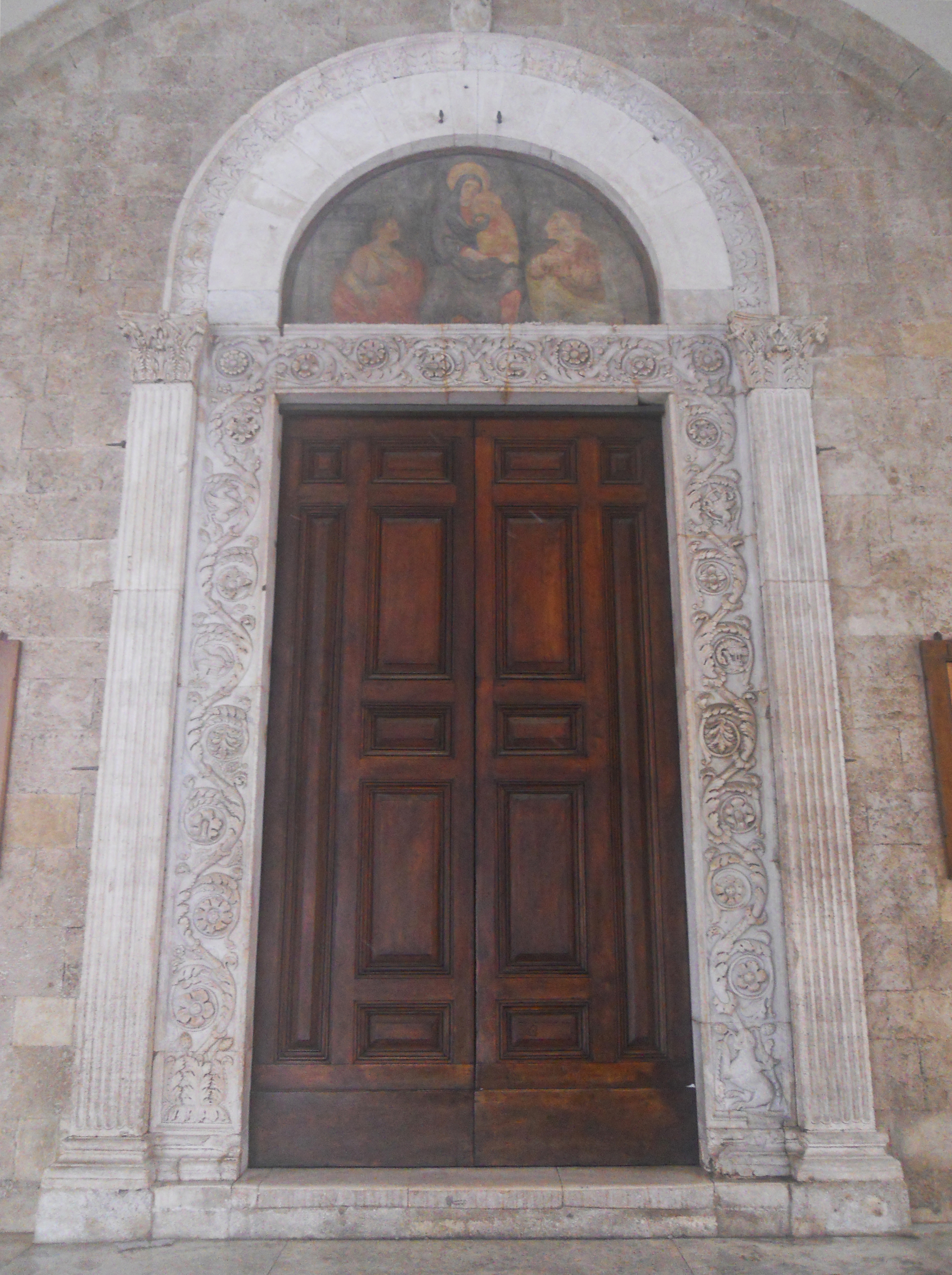
Portale centrale
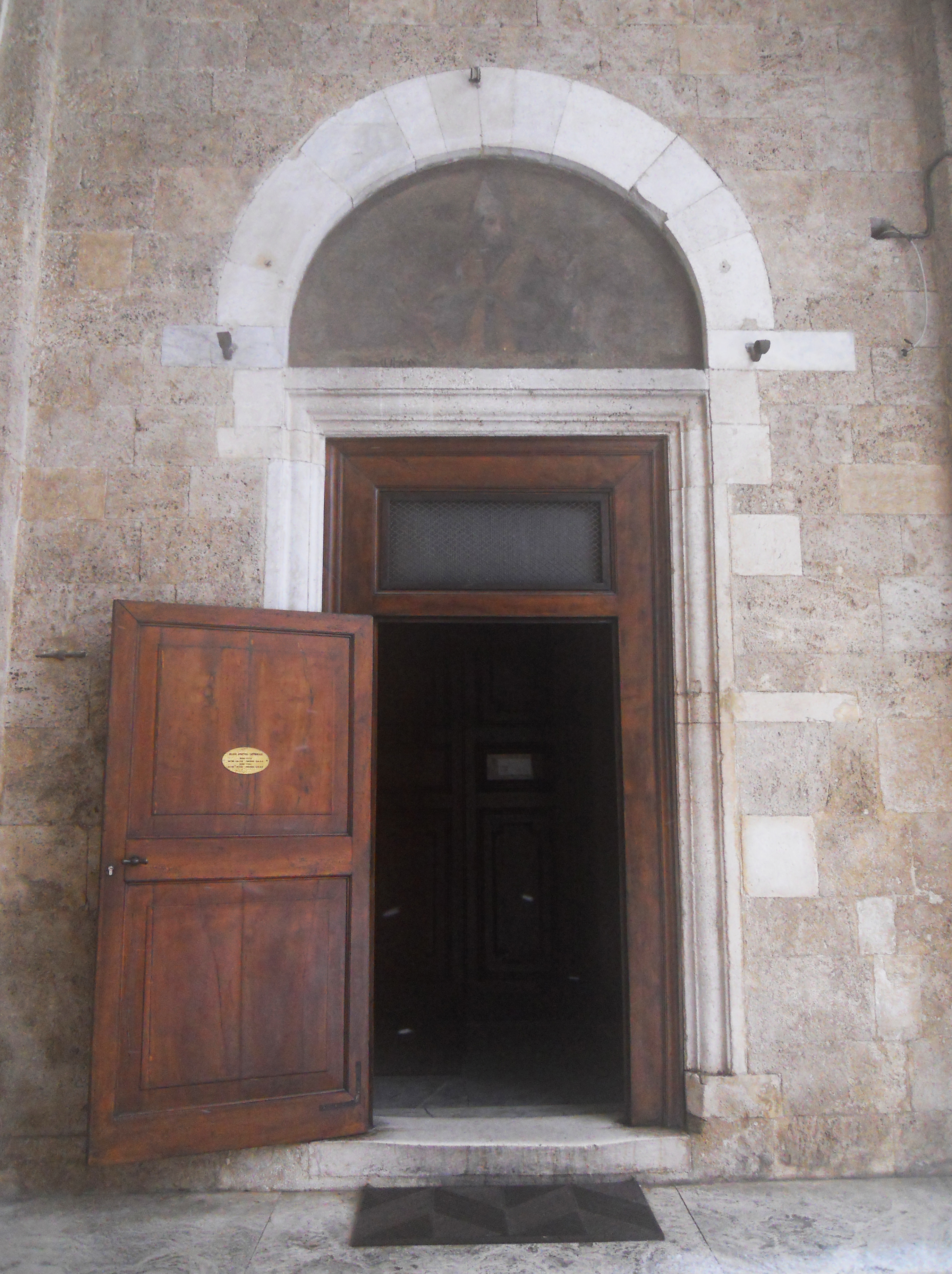
Portale di destra

### Battistero
Il battistero di San Giovanni in Fonte costituisce corpo a sé stante ed è adiacente al lato meridionale del duomo, a cui è collegato dal portico. A pianta rettangolare, è abbellito da eleganti volte a crociera e da quattro nicchie laterali, di cui quelle di sinistra decorate con affreschi di fine Quattrocento. Al centro è collocato il fonte battesimale, con le insegne del vescovo Capranica e ricchi ornamenti decorativi.
Il battistero ospita il Museo del Tesoro del Duomo, parte del percorso espositivo del Museo diocesano.
All'interno si trovano:
- due nicchie affrescate dal reatino Domenico Papa (XV secolo)
- una fonte battesimale in marmo (XV secolo)
- Gesù Cristo benedicente, affresco distaccato e riportato su tela (XIII secolo), proveniente dalla chiesa di San Sebastiano a Canetra di Castel Sant'Angelo
- alcuni affreschi distaccati dalla chiesa di San Domenico di Rieti
- una mostra d'altare (fine XVI secolo)
- una pianeta tessuta ad arazzo di provenienza tedesca
- alcune statue in legno (secoli XIV-XVII)

### Interno

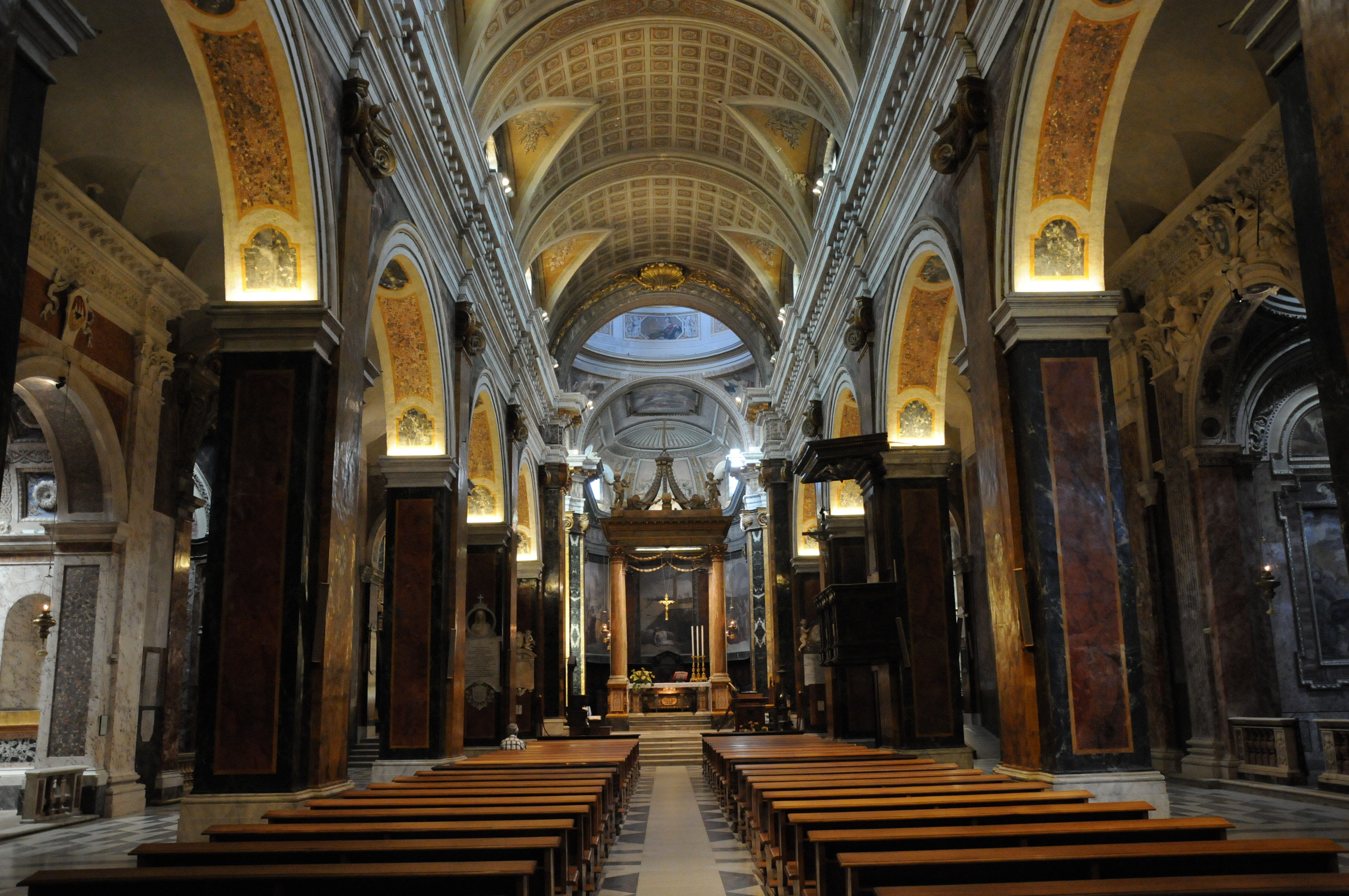
Interno

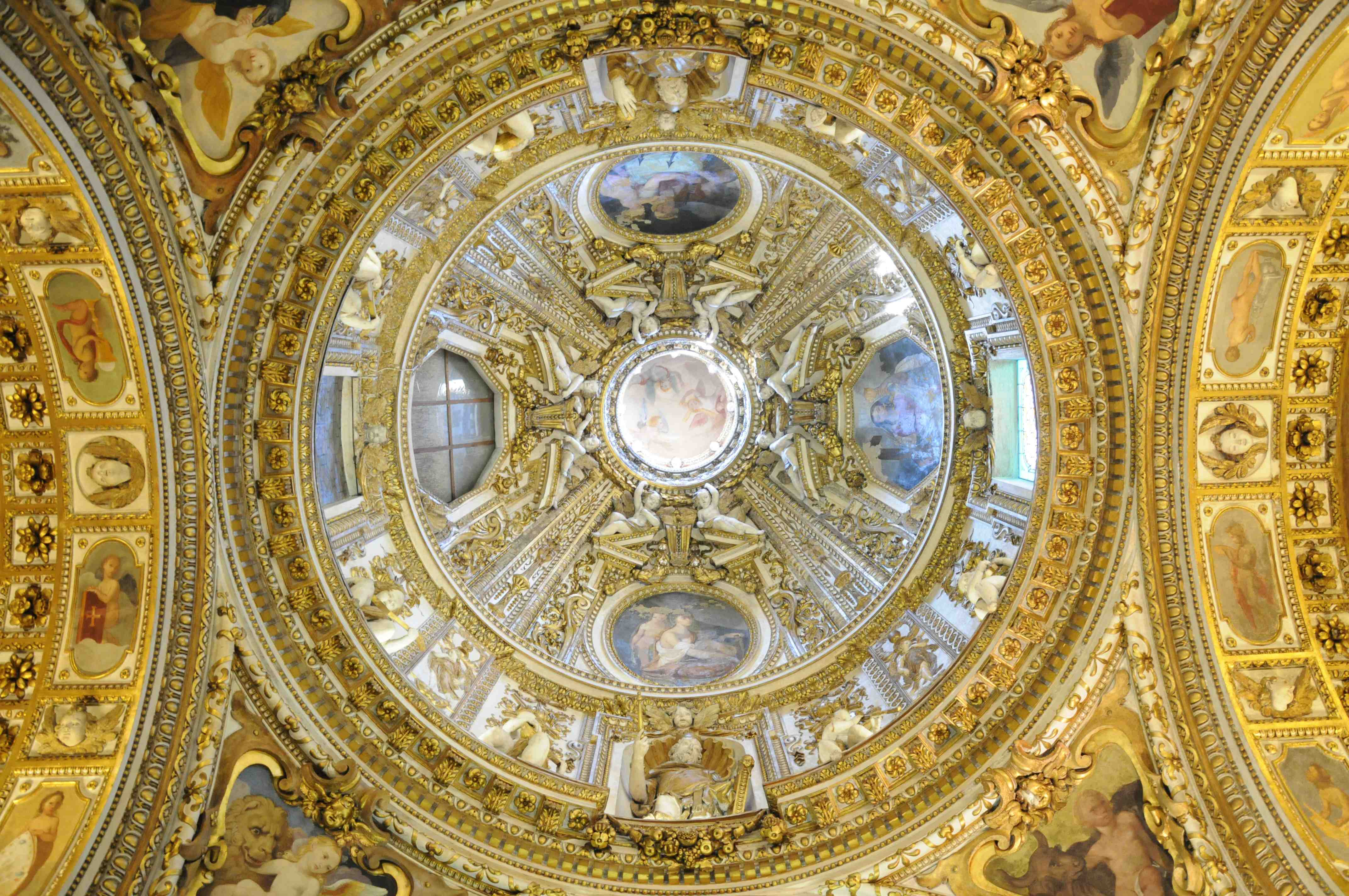
Cupola Capella del Sacramento

Pianta della basilica superiore

L'interno della cattedrale di Santa Maria Assunta è in stile barocco con pianta a croce latina, con tre navate, transetto e profonda abside.
Le tre navate sono separate da due file di archi a tutto sesto poggianti su pilastri a base rettangolare rivestiti con marmi policromi; nella navata centrale, ai pilastri sono addossate delle lesene lisce ioniche, anch'esse in marmo. Le tre navate sono coperte con volta a botte lunettata, rivestita d'intonaco bianco semplice nelle navate laterali, dipinta con cassettoni monocromi nella navata centrale; quest'ultima è illuminata da finestre rettangolari poste sulle due pareti laterali e dalle tre monofore romaniche (all'interno occultate come tre grandi finestroni) della controfacciata. A metà della navata centrale, sulla destra, si trova il pulpito ligneo settecentesco.
Il presbiterio, rialzato di alcuni gradini rispetto al resto della chiesa, ospita l'altare maggiore, nel quale sono custodite le spoglie della patrona Santa Barbara, occupa la crociera, coperta con cupola esternamente ottagonale e internamente circolare, e la profonda abside. Quest'ultima, è decorata con affreschi realizzati nel XIX secolo da Pietro Paoletti raffiguranti Storie della vergine Maria: la Natività, la Presentazione al Tempio, l'Annunciazione, la Visitazione e l'Immacolata Concezione. Sotto la cupola, vi sono al centro il ciborio marmoreo ottocentesco in stile neoclassico e, sulla sinistra, la moderna cattedra vescovile in marmo.
All'interno si trovano sculture di Federico di Filippo di Ubaldo da Firenze, Gian Lorenzo Bernini, Giovanni Antonio Mari, Lorenzo Ottoni e i dipinti di Antoniazzo Romano e del figlio Marcantonio Aquili, di Lorenzo Torresani, Andrea Sacchi, Giovanni Francesco Romanelli, Lattanzio Niccoli, Vincenzo Manenti.

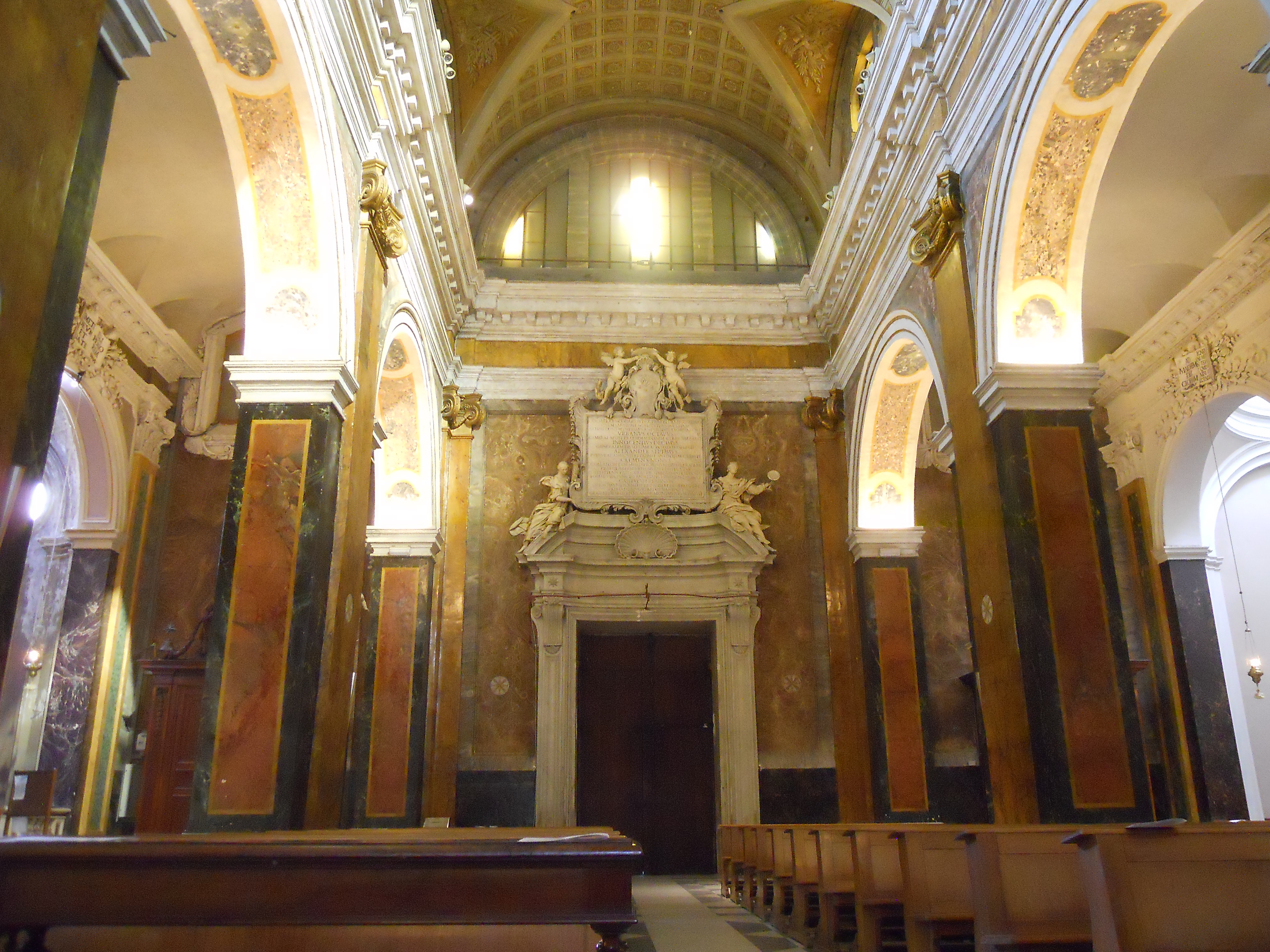
Interno verso la controfacciata
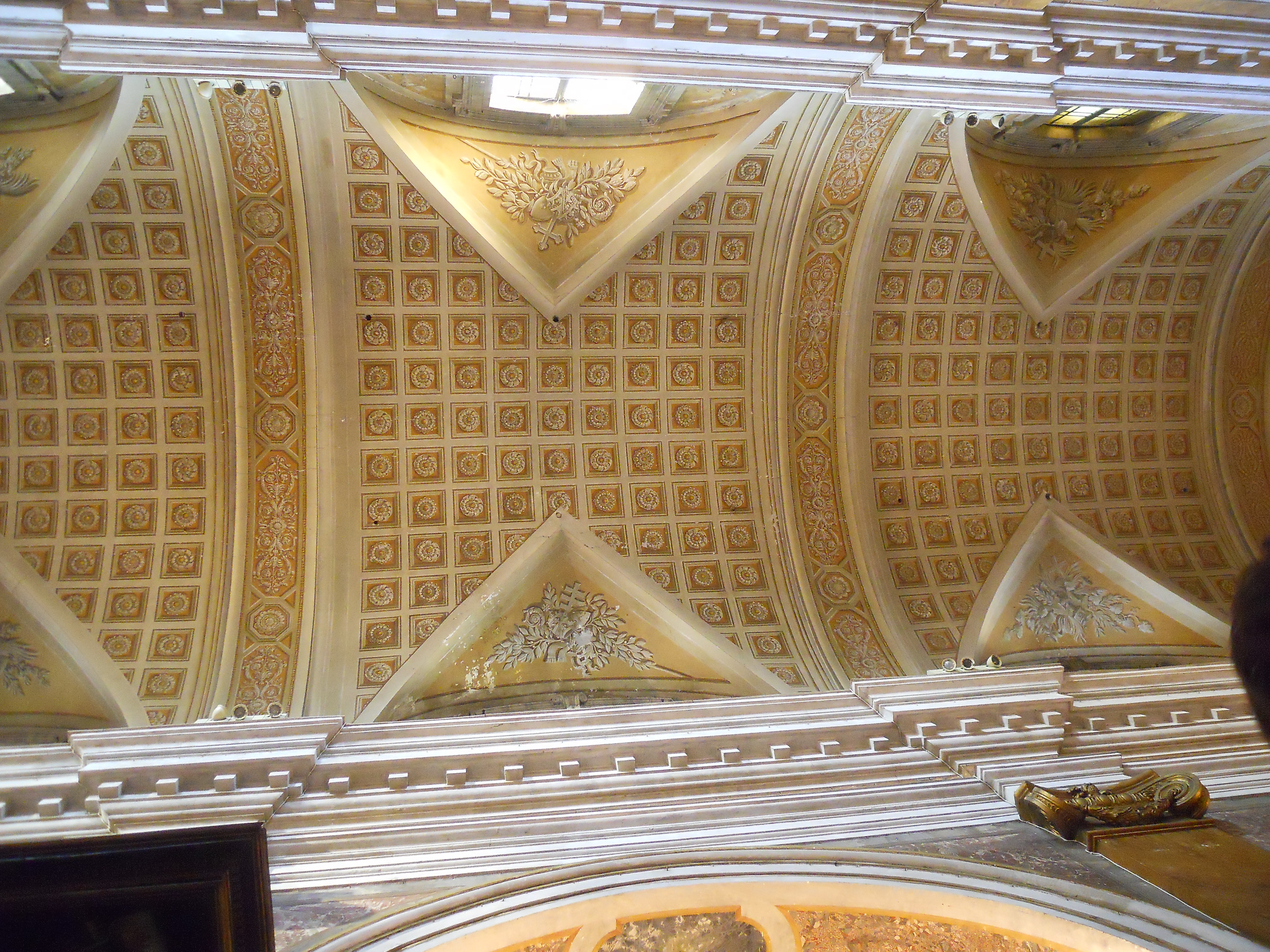
La volta della navata centrale
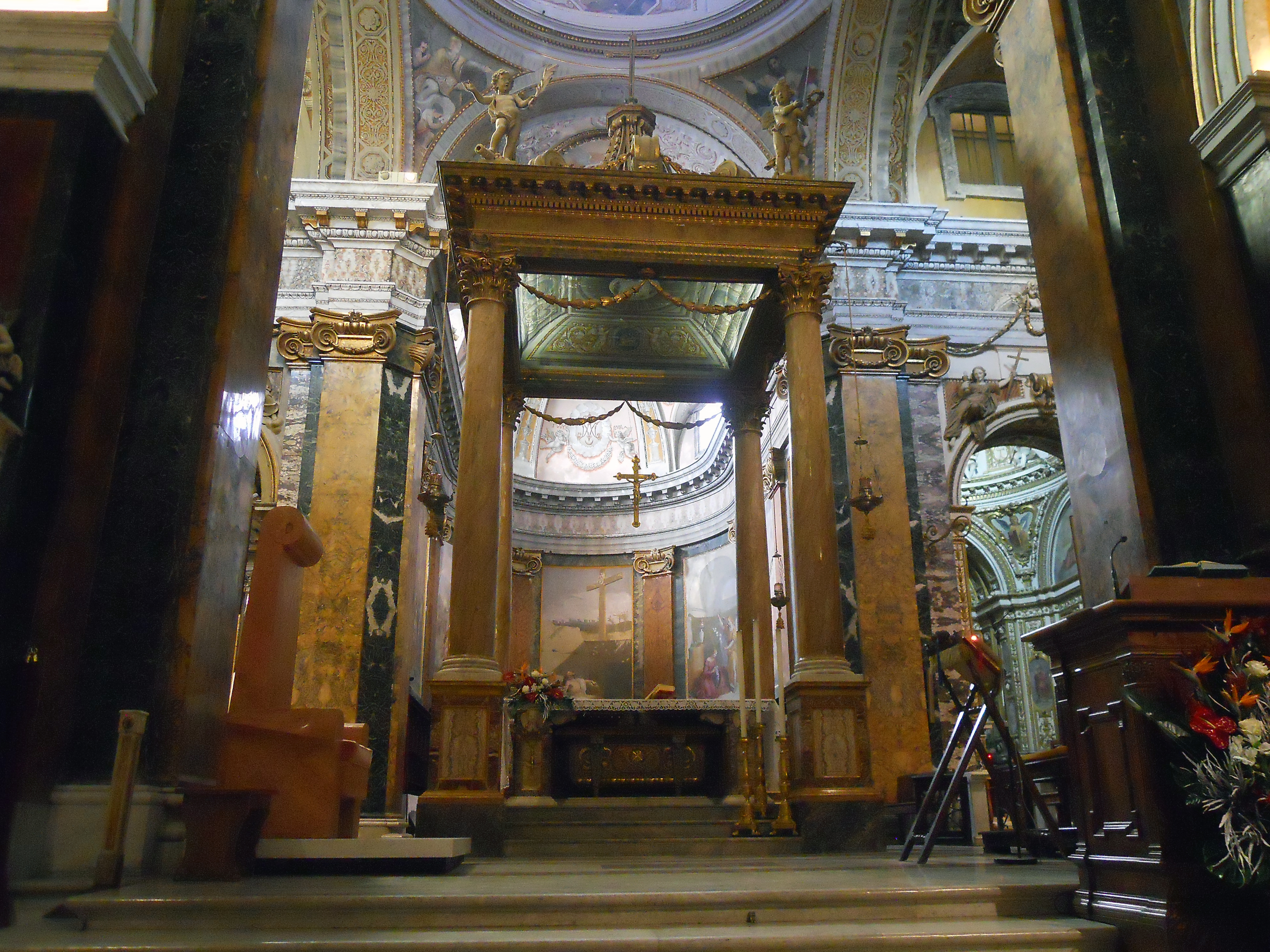
Il presbiterio con il ciborio
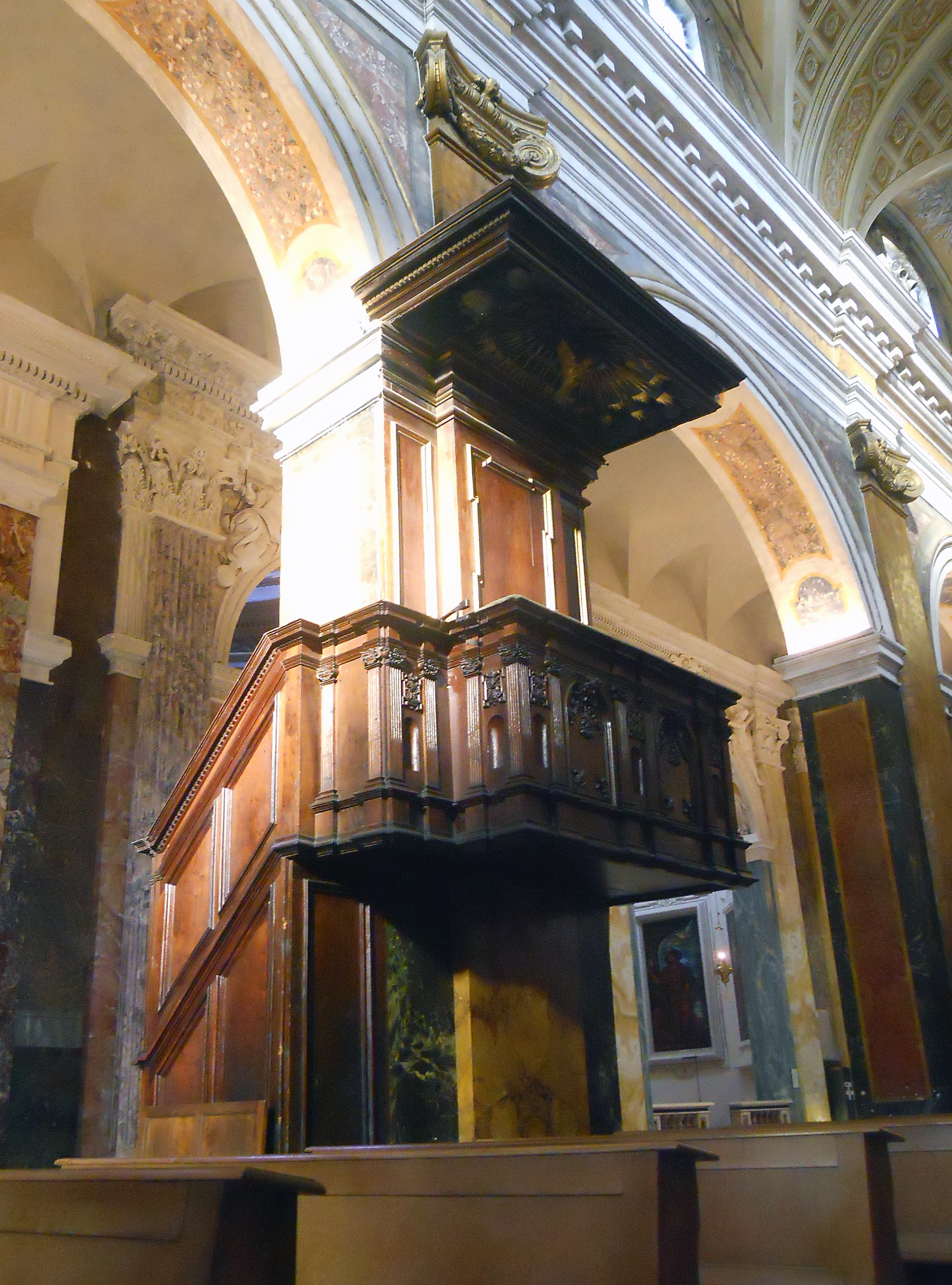
Il pulpito

#### Cappelle laterali

##### Cappella delle Reliquie o Coro d'inverno

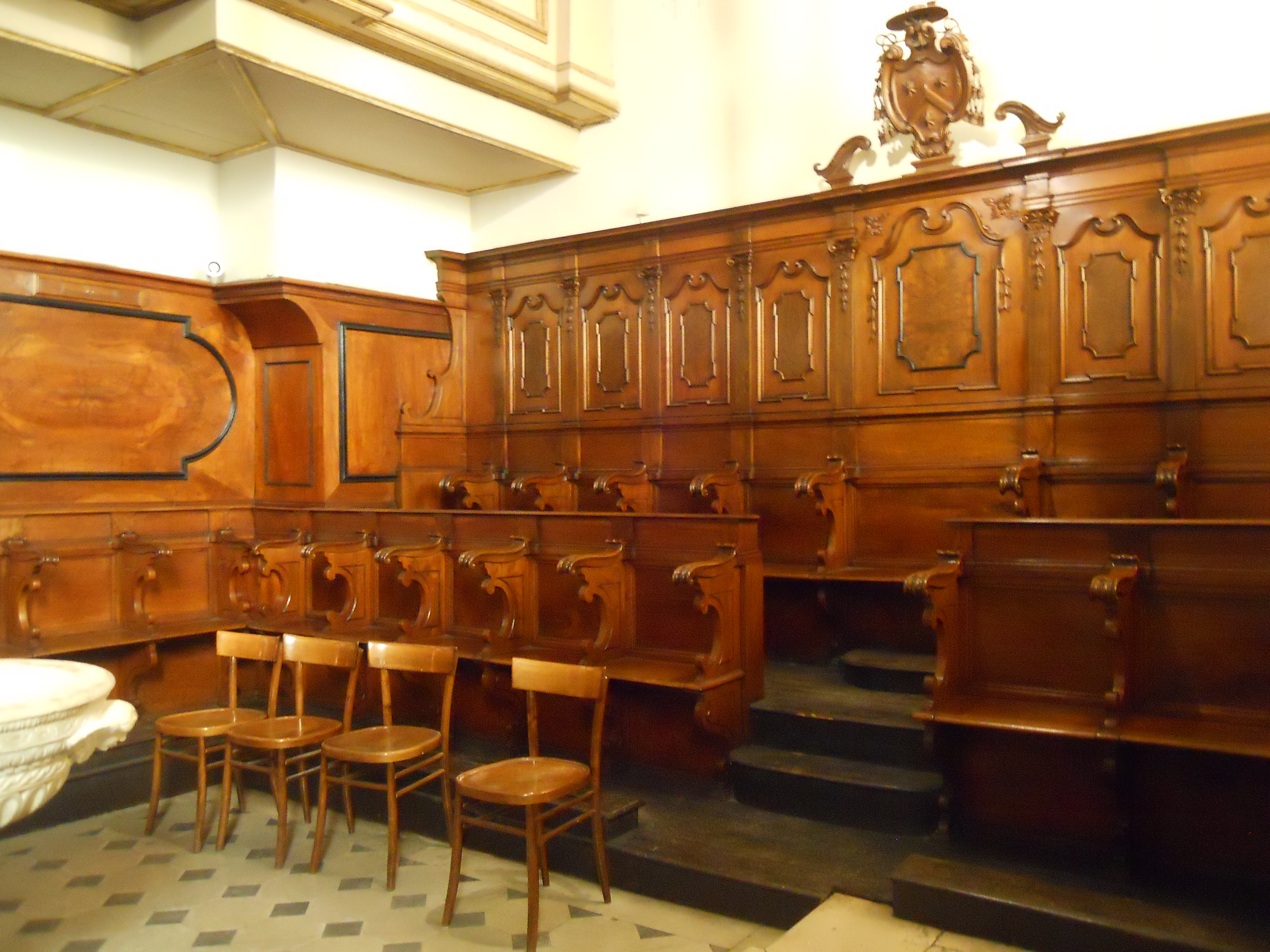
Gli stalli lignei della cappella delle Reliquie

Attraverso una porta che si apre nella parete fondale del braccio sinistro del transetto, si accede alla cappella delle Reliquie, o Coro d'inverno. Tra le più antiche dell'edificio, la cappella fu restaurata nel 1652 in stile barocco. Sulla parete di fondo, si trova l'altare marmoreo, costituito dalla mensa con paliotto in marmi policromi, sormontata dall'ancona, costituita da due colonne corinzie lisce con al centro l'armadio delle reliquie, chiuso da due ante in legno di noce scolpite nel 1657 dall'ebanista reatino Carlo Porrina. Nel 1744 furono inseriti i 36 scanni situati in due gruppi a ridosso delle pareti laterali, per poter essere adibita a coro d'inverno. Al centro della cappella, si trova l'antico fonte battesimale in marmo bianco con angioletti scolpiti.

##### Cappella di Santa Barbara
La cappella dedicata a Santa Barbara (quarta a sinistra), progettata da Gian Lorenzo Bernini, è una delle più importanti e più riccamente decorate.

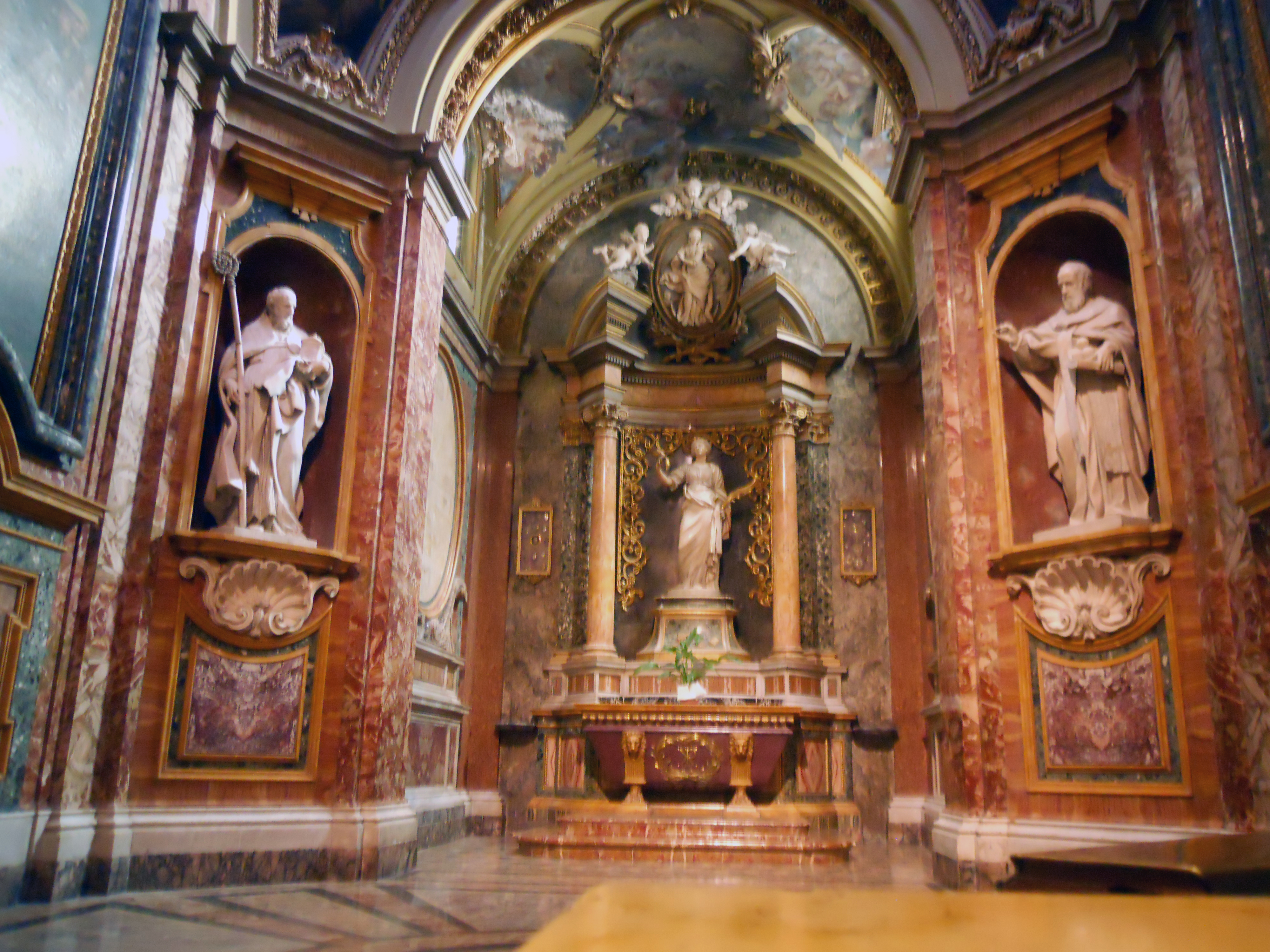
La cappella di Santa Barbara

L'altare, opera di Sebastiano Cipriani, fu costruito nel 1725 per la somma di 15 000 ducati. Sul pavimento è visibile lo stemma del Comune di Rieti, incluso a mosaico veneziano. Le opere contenute sono:
- Statua di Santa Barbara con la fiaccola in mano, del romano Giannantonio Mari su bozzetto di Gian Lorenzo Bernini
- Inserito nel timbro dell'altare, altorilievo della Concezione (1718-1728) di Lorenzo Ottoni
- Nelle quattro nicchie, statue raffiguranti:
  - San Francesco
  - San Prosdocimo, fondatore della Chiesa reatina
  - San Nicola di Bari
  - Beata Colomba da Rieti
- Due quadri di Antonio Concioli, raffiguranti il martirio e la decapitazione di Santa Barbara
- Nel medaglione e nelle due lunette della volta dell'altare vi è raffigurata la Gloria di S. Barbara di Giovanni Odazzi (1730).

Fu costruita all'inizio del XVI secolo ed era originariamente dedicata alla Concezione. Il Comune di Rieti, su consiglio di Loreto Mattei e Angelo Alemanni, nel 1651 la scelse per essere dedicata alla patrona della città: Santa Barbara. Dopo un significativo restauro ed abbellimento, la cappella fu riaperta al culto il 4 dicembre 1778.

##### Cappella di Santa Caterina

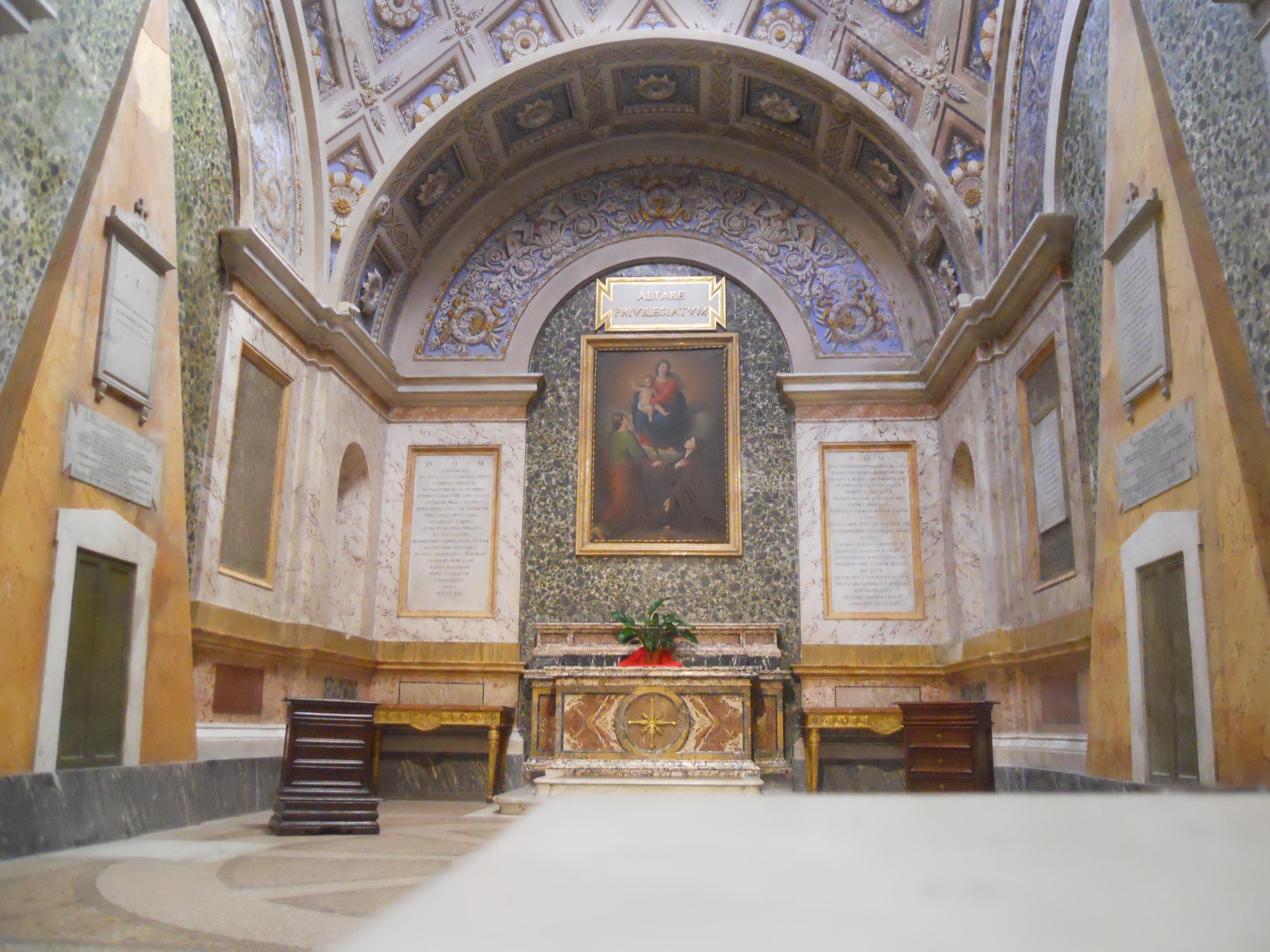
La cappella di Santa Caterina

Intitolata a Santa Caterina d'Alessandria, è la cappella gentilizia dei conti Vincenti Mareri, progettata da Giuseppe Valadier (terza a sinistra).
La decorazione delle pareti a scagliola è del romano Luigi Mazzanti, mentre la cupola è ricoperta da un affresco di Bernardo Petrazzi. La cappella ospita un quadro di Domenico Bartolini (1827) raffigurante la Madonna con Gesù bambino, Santa Caterina e Santa Filippa Mareri.
Fu costruita verso la metà del XIV secolo, e fu intitolata a Santa Caterina nel secolo successivo.
Nel 1841 fu completamente rifatta dall'architetto Giovanni Ceccarini su progetto di Giuseppe Valadier per il conte Giacinto Vincenti Mareri.

##### Altre cappelle
Lungo le navate laterali, si aprono le seguenti cappelle:
- Cappella di Sant'Ignazio (prima a sinistra);
- Cappella di Sant'Antonio (seconda a sinistra);
- Cappella di San Vincenzo Ferreri e della Beata Colomba (prima a destra);
- Cappella di San Rocco (seconda a destra);
- Cappella di San Giuseppe (terza a destra);
- Cappella di San Carlo (quarta a destra).

Nella cappella di San Rocco, è sepolto Massimo Rinaldi già Vescovo della Diocesi di Rieti.

#### Organi a canne

##### Organo Fedeli
Sulla cantoria nel braccio destro del transetto, si trova un antico organo a canne costruito nel 1788 da Raffaele Fedeli e restaurato con l'aggiunta di alcuni registri da Francesco Tessicini nel 1838.
Lo strumento, a trasmissione meccanica, è racchiuso entro una pregevole cassa lignea con intagli dorati di gusto barocco. La mostra è composta da 25 canne di principale disposte in tre cuspidi separate da lesene. La consolle è a finestra, con un'unica tastiera di 50 note con prima ottava scavezza e pedaliera a leggio di 15 note costantemente unita al manuale con prima ottava scavezza.

##### Organo Zanin
Sulla cantoria nel braccio sinistro del transetto si trova l'organo a canne costruito nel 1973 da Giuseppe e Franz Zanin.
Lo strumento, a trasmissione elettrica, è alloggiato in una cassa costruita appositamente imitando quella dell'organo Fedeli e con le stesse caratteristiche di quest'ultima. La consolle, mobile indipendente, si trova nell'abside, e comanda anche l'organo Fedeli.

### Cripta

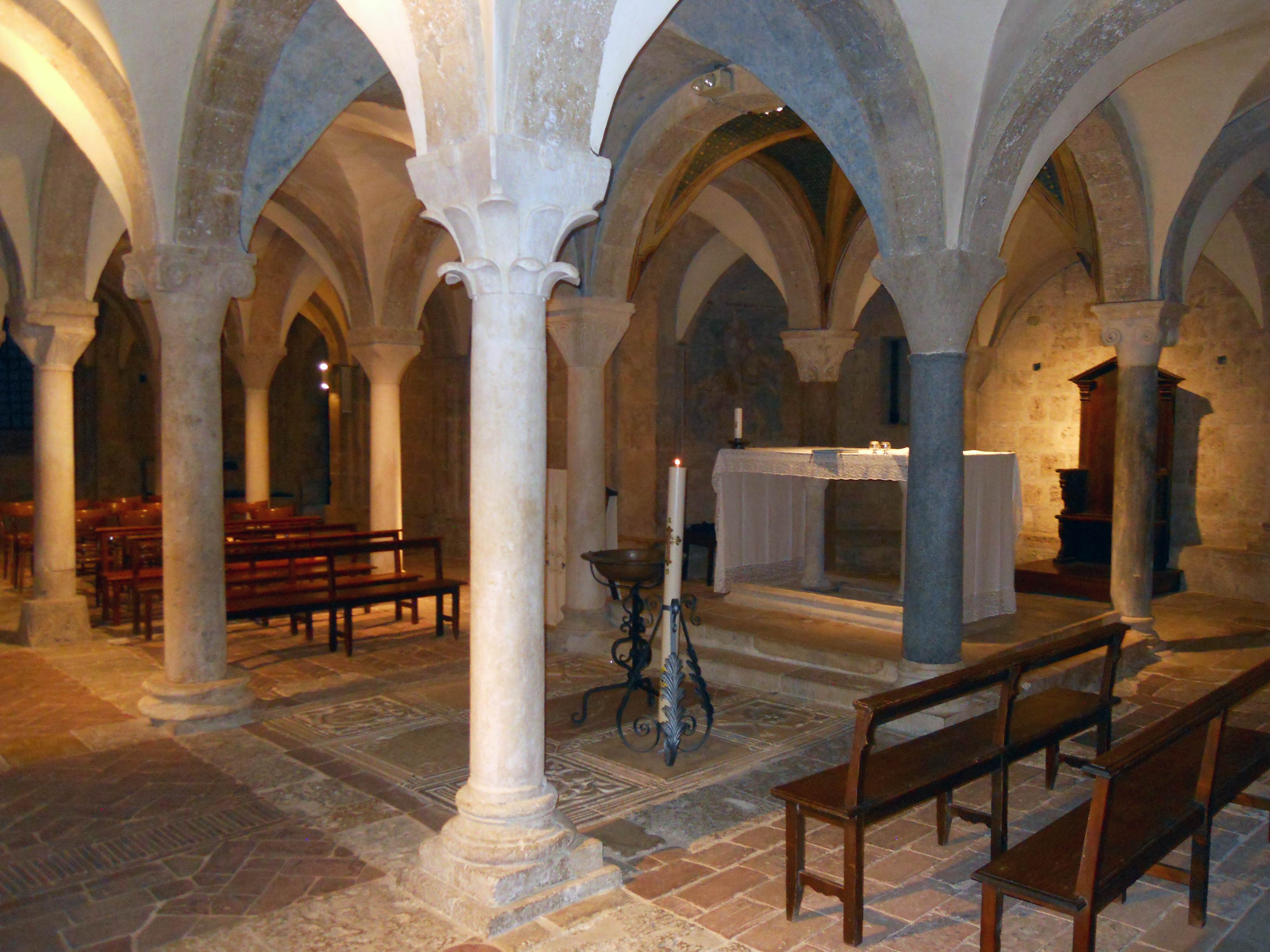
La cripta

Pianta degli ambienti della basilica inferiore

Al di sotto del pavimento del transetto della cattedrale si trova la cripta romanica, edificata fra il 1109 ed il 1157 e comunemente detta basilica inferiore per la sua grandezza e per il fatto di trovarsi a livello del piano stradale (è infatti collegata all'attiguo Palazzo Papale tramite un vestibolo).
La cripta è costituita da un unico ambiente diviso in nove navatelle di tre campate ciascuna da 16 colonne di spoglio con capitelli scolpiti di diversa forma sulle quali poggiano le volte a crociera, che costituiscono il soffitto dell'ambiente. Una di queste colonne, la prima a destra entrando, è costituita da una pietra miliare della via Salaria, con iscrizione risalente al IV secolo. Nell'abside vi sono tracce di affreschi del XIV secolo, tra cui un Apostolo Pietro e un San Giorgio che combatte il drago. Il moderno altare è rialzato rispetto al resto di due gradini ed è costituito da una mensa in marmo poggiante su due colonnine dello stesso materiale; alle sue spalle, si trova l'antica cattedra vescovile barocca in legno. La volta sopra l'altare è dipinta con elementi geometrici dorati intrecciati su uno sfondo blu.

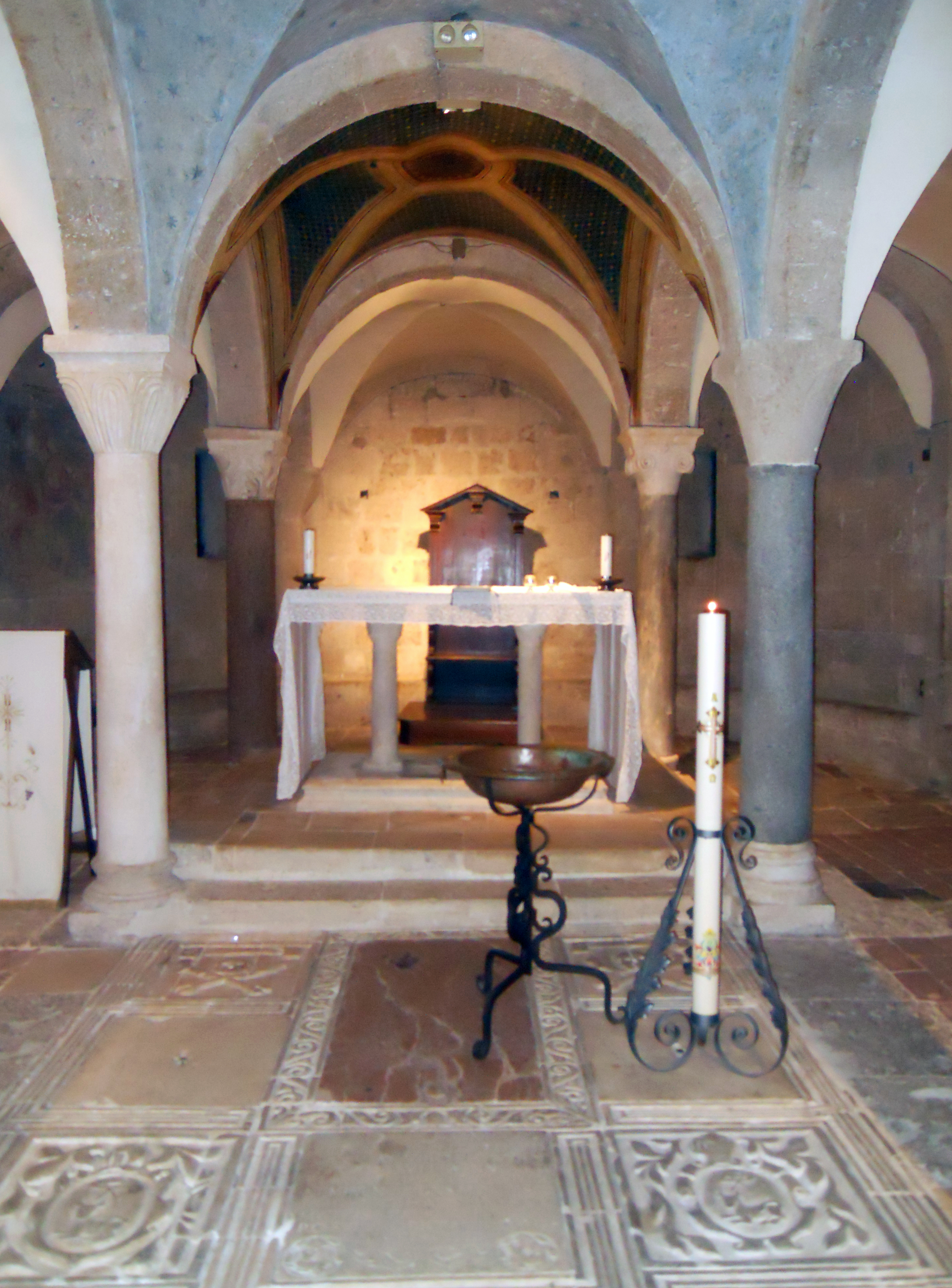
L'altare e l'antica cattedra
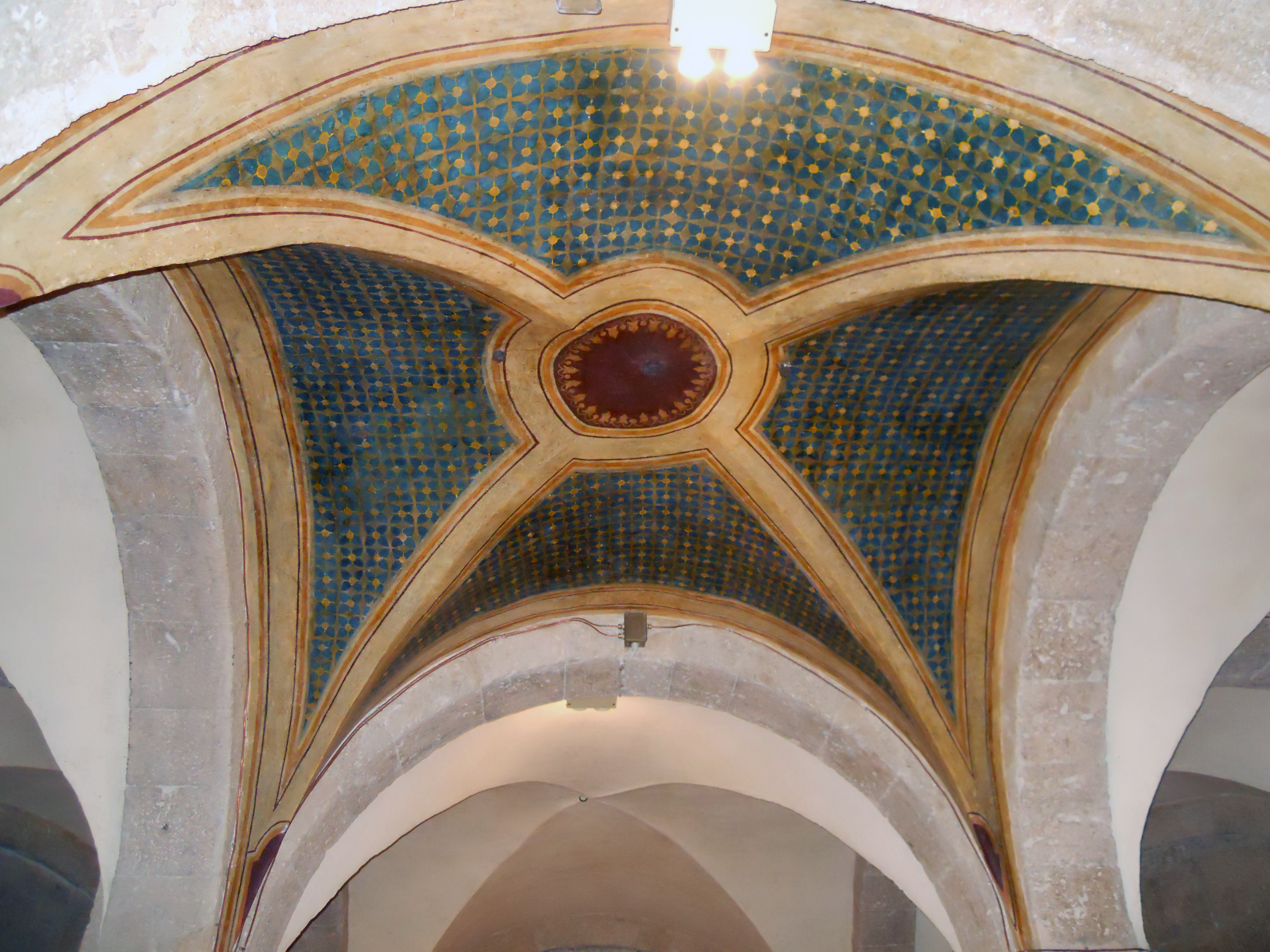
Volta affrescata nella cripta
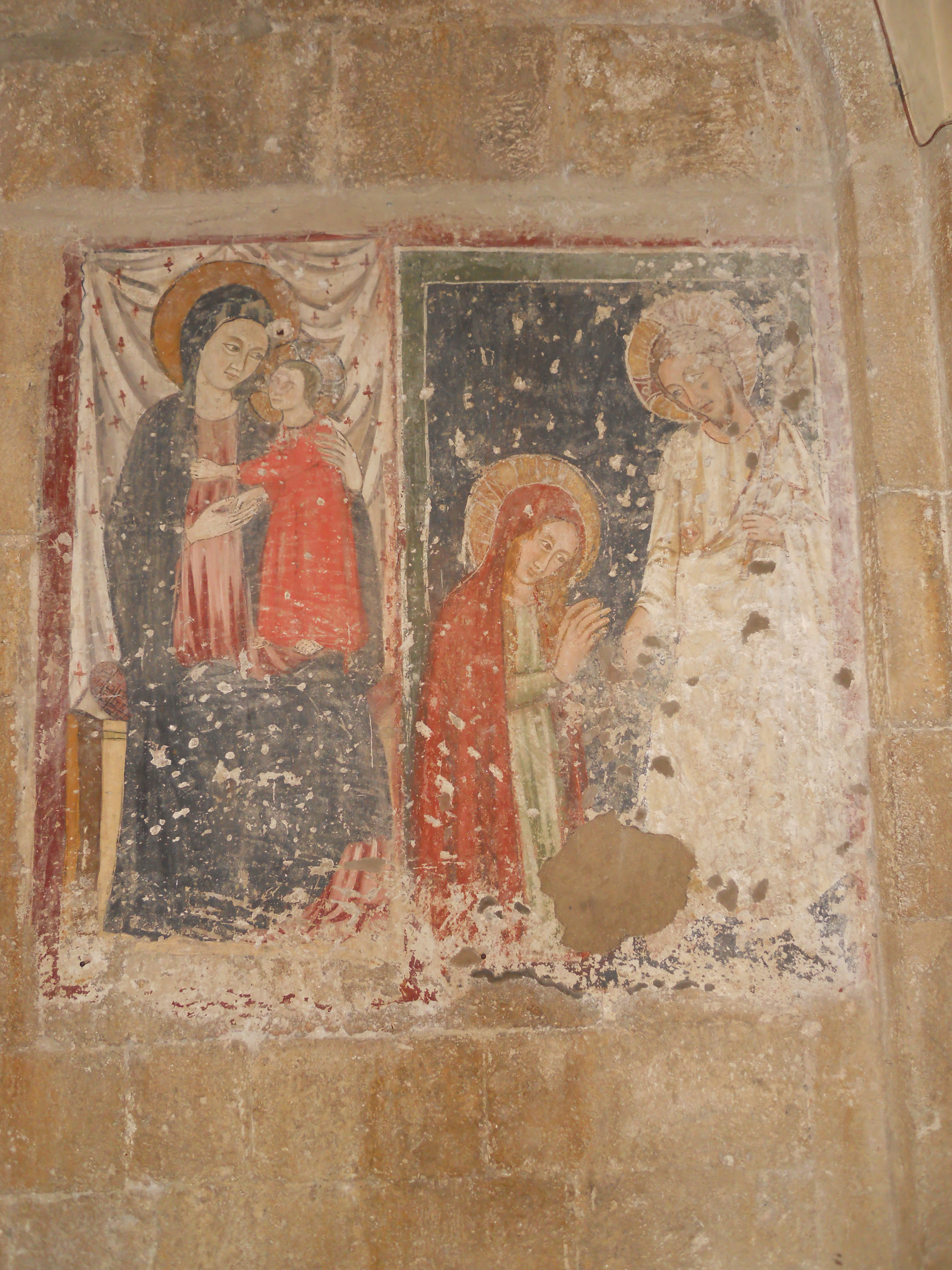
Affresco sulla parete opposta all'altare
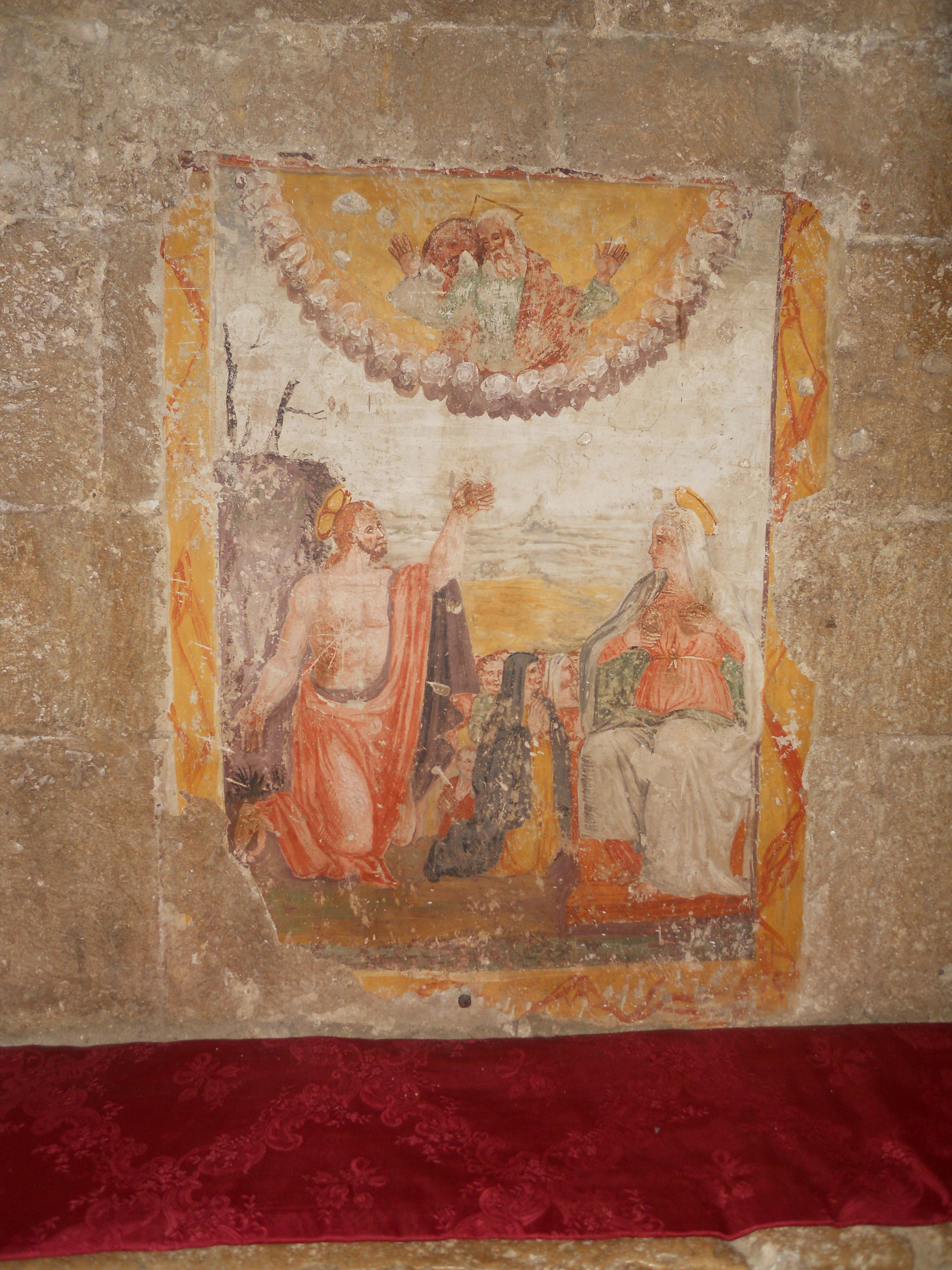
Affresco sulla parete opposta all'altare